# X3D Fritz

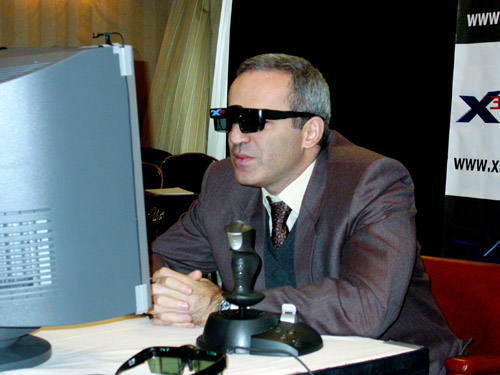
Kasparov durante l'incontro, con indosso gli occhiali 3D.

X3D Fritz è una versione del motore scacchistico Fritz che giocò nel novembre 2003 un match di quattro partite contro il Grande maestro Garry Kasparov. Il match finì in parità per 2-2: Fritz vinse la seconda partita, Kasparov la terza, mentre la prima e la quarta si conclusero con una patta.

## Condizioni di gioco
Fritz girava su un multiprocessore con quattro CPU Intel Pentium 4 Xeon a 2,8 GHz.
Il match è stato unico nel suo genere in quanto Kasparov trasmetteva al computer le mosse. Solitamente nei match uomo-computer il giocatore umano giocava su una normale scacchiera. Un intermediario trasmetteva al computer le mosse e riportava sulla scacchiera le risposte della macchina. In quel caso Kasparov indossava invece un paio di speciali occhiali che proiettavano davanti a lui una visione tridimensionale della scacchiera. Le mosse venivano semplicemente pronunciate a voce e riconosciute dal computer, che rispondeva direttamente sulla scacchiera virtuale.
La cadenza di gioco per ogni partita era la seguente:
- 120 min all'inizio.
- +60 min dopo la mossa 40.
- +15 min e +30 sec per mossa dopo la mossa 60.

Il match si tenne al New York Athletic Club, negli Stati Uniti. Kasparov ricevette 150 000$ per aver giocato più un extra di 25 000$ per il risultato pari (che sarebbe stato di 50 000$ in caso di vittoria).

## Partite

### Partita 1: 11 novembre 2003, Kasparov–Fritz ½–½
|   | a | b | c | d | e | f | g | h |   |
| 8 | b8 torre del nero · g8 re del nero · a7 pedone del nero · f7 pedone del nero · g7 pedone del nero · h7 pedone del nero · c6 pedone del nero · c5 donna del bianco · g5 pedone del bianco · d4 torre del bianco · h4 pedone del bianco · a2 alfiere del nero · b2 pedone del bianco · c1 re del bianco · d1 torre del bianco · g1 donna del nero | b8 torre del nero · g8 re del nero · a7 pedone del nero · f7 pedone del nero · g7 pedone del nero · h7 pedone del nero · c6 pedone del nero · c5 donna del bianco · g5 pedone del bianco · d4 torre del bianco · h4 pedone del bianco · a2 alfiere del nero · b2 pedone del bianco · c1 re del bianco · d1 torre del bianco · g1 donna del nero | b8 torre del nero · g8 re del nero · a7 pedone del nero · f7 pedone del nero · g7 pedone del nero · h7 pedone del nero · c6 pedone del nero · c5 donna del bianco · g5 pedone del bianco · d4 torre del bianco · h4 pedone del bianco · a2 alfiere del nero · b2 pedone del bianco · c1 re del bianco · d1 torre del bianco · g1 donna del nero | b8 torre del nero · g8 re del nero · a7 pedone del nero · f7 pedone del nero · g7 pedone del nero · h7 pedone del nero · c6 pedone del nero · c5 donna del bianco · g5 pedone del bianco · d4 torre del bianco · h4 pedone del bianco · a2 alfiere del nero · b2 pedone del bianco · c1 re del bianco · d1 torre del bianco · g1 donna del nero | b8 torre del nero · g8 re del nero · a7 pedone del nero · f7 pedone del nero · g7 pedone del nero · h7 pedone del nero · c6 pedone del nero · c5 donna del bianco · g5 pedone del bianco · d4 torre del bianco · h4 pedone del bianco · a2 alfiere del nero · b2 pedone del bianco · c1 re del bianco · d1 torre del bianco · g1 donna del nero | b8 torre del nero · g8 re del nero · a7 pedone del nero · f7 pedone del nero · g7 pedone del nero · h7 pedone del nero · c6 pedone del nero · c5 donna del bianco · g5 pedone del bianco · d4 torre del bianco · h4 pedone del bianco · a2 alfiere del nero · b2 pedone del bianco · c1 re del bianco · d1 torre del bianco · g1 donna del nero | b8 torre del nero · g8 re del nero · a7 pedone del nero · f7 pedone del nero · g7 pedone del nero · h7 pedone del nero · c6 pedone del nero · c5 donna del bianco · g5 pedone del bianco · d4 torre del bianco · h4 pedone del bianco · a2 alfiere del nero · b2 pedone del bianco · c1 re del bianco · d1 torre del bianco · g1 donna del nero | b8 torre del nero · g8 re del nero · a7 pedone del nero · f7 pedone del nero · g7 pedone del nero · h7 pedone del nero · c6 pedone del nero · c5 donna del bianco · g5 pedone del bianco · d4 torre del bianco · h4 pedone del bianco · a2 alfiere del nero · b2 pedone del bianco · c1 re del bianco · d1 torre del bianco · g1 donna del nero | 8 |
| 7 | b8 torre del nero · g8 re del nero · a7 pedone del nero · f7 pedone del nero · g7 pedone del nero · h7 pedone del nero · c6 pedone del nero · c5 donna del bianco · g5 pedone del bianco · d4 torre del bianco · h4 pedone del bianco · a2 alfiere del nero · b2 pedone del bianco · c1 re del bianco · d1 torre del bianco · g1 donna del nero | b8 torre del nero · g8 re del nero · a7 pedone del nero · f7 pedone del nero · g7 pedone del nero · h7 pedone del nero · c6 pedone del nero · c5 donna del bianco · g5 pedone del bianco · d4 torre del bianco · h4 pedone del bianco · a2 alfiere del nero · b2 pedone del bianco · c1 re del bianco · d1 torre del bianco · g1 donna del nero | b8 torre del nero · g8 re del nero · a7 pedone del nero · f7 pedone del nero · g7 pedone del nero · h7 pedone del nero · c6 pedone del nero · c5 donna del bianco · g5 pedone del bianco · d4 torre del bianco · h4 pedone del bianco · a2 alfiere del nero · b2 pedone del bianco · c1 re del bianco · d1 torre del bianco · g1 donna del nero | b8 torre del nero · g8 re del nero · a7 pedone del nero · f7 pedone del nero · g7 pedone del nero · h7 pedone del nero · c6 pedone del nero · c5 donna del bianco · g5 pedone del bianco · d4 torre del bianco · h4 pedone del bianco · a2 alfiere del nero · b2 pedone del bianco · c1 re del bianco · d1 torre del bianco · g1 donna del nero | b8 torre del nero · g8 re del nero · a7 pedone del nero · f7 pedone del nero · g7 pedone del nero · h7 pedone del nero · c6 pedone del nero · c5 donna del bianco · g5 pedone del bianco · d4 torre del bianco · h4 pedone del bianco · a2 alfiere del nero · b2 pedone del bianco · c1 re del bianco · d1 torre del bianco · g1 donna del nero | b8 torre del nero · g8 re del nero · a7 pedone del nero · f7 pedone del nero · g7 pedone del nero · h7 pedone del nero · c6 pedone del nero · c5 donna del bianco · g5 pedone del bianco · d4 torre del bianco · h4 pedone del bianco · a2 alfiere del nero · b2 pedone del bianco · c1 re del bianco · d1 torre del bianco · g1 donna del nero | b8 torre del nero · g8 re del nero · a7 pedone del nero · f7 pedone del nero · g7 pedone del nero · h7 pedone del nero · c6 pedone del nero · c5 donna del bianco · g5 pedone del bianco · d4 torre del bianco · h4 pedone del bianco · a2 alfiere del nero · b2 pedone del bianco · c1 re del bianco · d1 torre del bianco · g1 donna del nero | b8 torre del nero · g8 re del nero · a7 pedone del nero · f7 pedone del nero · g7 pedone del nero · h7 pedone del nero · c6 pedone del nero · c5 donna del bianco · g5 pedone del bianco · d4 torre del bianco · h4 pedone del bianco · a2 alfiere del nero · b2 pedone del bianco · c1 re del bianco · d1 torre del bianco · g1 donna del nero | 7 |
| 6 | b8 torre del nero · g8 re del nero · a7 pedone del nero · f7 pedone del nero · g7 pedone del nero · h7 pedone del nero · c6 pedone del nero · c5 donna del bianco · g5 pedone del bianco · d4 torre del bianco · h4 pedone del bianco · a2 alfiere del nero · b2 pedone del bianco · c1 re del bianco · d1 torre del bianco · g1 donna del nero | b8 torre del nero · g8 re del nero · a7 pedone del nero · f7 pedone del nero · g7 pedone del nero · h7 pedone del nero · c6 pedone del nero · c5 donna del bianco · g5 pedone del bianco · d4 torre del bianco · h4 pedone del bianco · a2 alfiere del nero · b2 pedone del bianco · c1 re del bianco · d1 torre del bianco · g1 donna del nero | b8 torre del nero · g8 re del nero · a7 pedone del nero · f7 pedone del nero · g7 pedone del nero · h7 pedone del nero · c6 pedone del nero · c5 donna del bianco · g5 pedone del bianco · d4 torre del bianco · h4 pedone del bianco · a2 alfiere del nero · b2 pedone del bianco · c1 re del bianco · d1 torre del bianco · g1 donna del nero | b8 torre del nero · g8 re del nero · a7 pedone del nero · f7 pedone del nero · g7 pedone del nero · h7 pedone del nero · c6 pedone del nero · c5 donna del bianco · g5 pedone del bianco · d4 torre del bianco · h4 pedone del bianco · a2 alfiere del nero · b2 pedone del bianco · c1 re del bianco · d1 torre del bianco · g1 donna del nero | b8 torre del nero · g8 re del nero · a7 pedone del nero · f7 pedone del nero · g7 pedone del nero · h7 pedone del nero · c6 pedone del nero · c5 donna del bianco · g5 pedone del bianco · d4 torre del bianco · h4 pedone del bianco · a2 alfiere del nero · b2 pedone del bianco · c1 re del bianco · d1 torre del bianco · g1 donna del nero | b8 torre del nero · g8 re del nero · a7 pedone del nero · f7 pedone del nero · g7 pedone del nero · h7 pedone del nero · c6 pedone del nero · c5 donna del bianco · g5 pedone del bianco · d4 torre del bianco · h4 pedone del bianco · a2 alfiere del nero · b2 pedone del bianco · c1 re del bianco · d1 torre del bianco · g1 donna del nero | b8 torre del nero · g8 re del nero · a7 pedone del nero · f7 pedone del nero · g7 pedone del nero · h7 pedone del nero · c6 pedone del nero · c5 donna del bianco · g5 pedone del bianco · d4 torre del bianco · h4 pedone del bianco · a2 alfiere del nero · b2 pedone del bianco · c1 re del bianco · d1 torre del bianco · g1 donna del nero | b8 torre del nero · g8 re del nero · a7 pedone del nero · f7 pedone del nero · g7 pedone del nero · h7 pedone del nero · c6 pedone del nero · c5 donna del bianco · g5 pedone del bianco · d4 torre del bianco · h4 pedone del bianco · a2 alfiere del nero · b2 pedone del bianco · c1 re del bianco · d1 torre del bianco · g1 donna del nero | 6 |
| 5 | b8 torre del nero · g8 re del nero · a7 pedone del nero · f7 pedone del nero · g7 pedone del nero · h7 pedone del nero · c6 pedone del nero · c5 donna del bianco · g5 pedone del bianco · d4 torre del bianco · h4 pedone del bianco · a2 alfiere del nero · b2 pedone del bianco · c1 re del bianco · d1 torre del bianco · g1 donna del nero | b8 torre del nero · g8 re del nero · a7 pedone del nero · f7 pedone del nero · g7 pedone del nero · h7 pedone del nero · c6 pedone del nero · c5 donna del bianco · g5 pedone del bianco · d4 torre del bianco · h4 pedone del bianco · a2 alfiere del nero · b2 pedone del bianco · c1 re del bianco · d1 torre del bianco · g1 donna del nero | b8 torre del nero · g8 re del nero · a7 pedone del nero · f7 pedone del nero · g7 pedone del nero · h7 pedone del nero · c6 pedone del nero · c5 donna del bianco · g5 pedone del bianco · d4 torre del bianco · h4 pedone del bianco · a2 alfiere del nero · b2 pedone del bianco · c1 re del bianco · d1 torre del bianco · g1 donna del nero | b8 torre del nero · g8 re del nero · a7 pedone del nero · f7 pedone del nero · g7 pedone del nero · h7 pedone del nero · c6 pedone del nero · c5 donna del bianco · g5 pedone del bianco · d4 torre del bianco · h4 pedone del bianco · a2 alfiere del nero · b2 pedone del bianco · c1 re del bianco · d1 torre del bianco · g1 donna del nero | b8 torre del nero · g8 re del nero · a7 pedone del nero · f7 pedone del nero · g7 pedone del nero · h7 pedone del nero · c6 pedone del nero · c5 donna del bianco · g5 pedone del bianco · d4 torre del bianco · h4 pedone del bianco · a2 alfiere del nero · b2 pedone del bianco · c1 re del bianco · d1 torre del bianco · g1 donna del nero | b8 torre del nero · g8 re del nero · a7 pedone del nero · f7 pedone del nero · g7 pedone del nero · h7 pedone del nero · c6 pedone del nero · c5 donna del bianco · g5 pedone del bianco · d4 torre del bianco · h4 pedone del bianco · a2 alfiere del nero · b2 pedone del bianco · c1 re del bianco · d1 torre del bianco · g1 donna del nero | b8 torre del nero · g8 re del nero · a7 pedone del nero · f7 pedone del nero · g7 pedone del nero · h7 pedone del nero · c6 pedone del nero · c5 donna del bianco · g5 pedone del bianco · d4 torre del bianco · h4 pedone del bianco · a2 alfiere del nero · b2 pedone del bianco · c1 re del bianco · d1 torre del bianco · g1 donna del nero | b8 torre del nero · g8 re del nero · a7 pedone del nero · f7 pedone del nero · g7 pedone del nero · h7 pedone del nero · c6 pedone del nero · c5 donna del bianco · g5 pedone del bianco · d4 torre del bianco · h4 pedone del bianco · a2 alfiere del nero · b2 pedone del bianco · c1 re del bianco · d1 torre del bianco · g1 donna del nero | 5 |
| 4 | b8 torre del nero · g8 re del nero · a7 pedone del nero · f7 pedone del nero · g7 pedone del nero · h7 pedone del nero · c6 pedone del nero · c5 donna del bianco · g5 pedone del bianco · d4 torre del bianco · h4 pedone del bianco · a2 alfiere del nero · b2 pedone del bianco · c1 re del bianco · d1 torre del bianco · g1 donna del nero | b8 torre del nero · g8 re del nero · a7 pedone del nero · f7 pedone del nero · g7 pedone del nero · h7 pedone del nero · c6 pedone del nero · c5 donna del bianco · g5 pedone del bianco · d4 torre del bianco · h4 pedone del bianco · a2 alfiere del nero · b2 pedone del bianco · c1 re del bianco · d1 torre del bianco · g1 donna del nero | b8 torre del nero · g8 re del nero · a7 pedone del nero · f7 pedone del nero · g7 pedone del nero · h7 pedone del nero · c6 pedone del nero · c5 donna del bianco · g5 pedone del bianco · d4 torre del bianco · h4 pedone del bianco · a2 alfiere del nero · b2 pedone del bianco · c1 re del bianco · d1 torre del bianco · g1 donna del nero | b8 torre del nero · g8 re del nero · a7 pedone del nero · f7 pedone del nero · g7 pedone del nero · h7 pedone del nero · c6 pedone del nero · c5 donna del bianco · g5 pedone del bianco · d4 torre del bianco · h4 pedone del bianco · a2 alfiere del nero · b2 pedone del bianco · c1 re del bianco · d1 torre del bianco · g1 donna del nero | b8 torre del nero · g8 re del nero · a7 pedone del nero · f7 pedone del nero · g7 pedone del nero · h7 pedone del nero · c6 pedone del nero · c5 donna del bianco · g5 pedone del bianco · d4 torre del bianco · h4 pedone del bianco · a2 alfiere del nero · b2 pedone del bianco · c1 re del bianco · d1 torre del bianco · g1 donna del nero | b8 torre del nero · g8 re del nero · a7 pedone del nero · f7 pedone del nero · g7 pedone del nero · h7 pedone del nero · c6 pedone del nero · c5 donna del bianco · g5 pedone del bianco · d4 torre del bianco · h4 pedone del bianco · a2 alfiere del nero · b2 pedone del bianco · c1 re del bianco · d1 torre del bianco · g1 donna del nero | b8 torre del nero · g8 re del nero · a7 pedone del nero · f7 pedone del nero · g7 pedone del nero · h7 pedone del nero · c6 pedone del nero · c5 donna del bianco · g5 pedone del bianco · d4 torre del bianco · h4 pedone del bianco · a2 alfiere del nero · b2 pedone del bianco · c1 re del bianco · d1 torre del bianco · g1 donna del nero | b8 torre del nero · g8 re del nero · a7 pedone del nero · f7 pedone del nero · g7 pedone del nero · h7 pedone del nero · c6 pedone del nero · c5 donna del bianco · g5 pedone del bianco · d4 torre del bianco · h4 pedone del bianco · a2 alfiere del nero · b2 pedone del bianco · c1 re del bianco · d1 torre del bianco · g1 donna del nero | 4 |
| 3 | b8 torre del nero · g8 re del nero · a7 pedone del nero · f7 pedone del nero · g7 pedone del nero · h7 pedone del nero · c6 pedone del nero · c5 donna del bianco · g5 pedone del bianco · d4 torre del bianco · h4 pedone del bianco · a2 alfiere del nero · b2 pedone del bianco · c1 re del bianco · d1 torre del bianco · g1 donna del nero | b8 torre del nero · g8 re del nero · a7 pedone del nero · f7 pedone del nero · g7 pedone del nero · h7 pedone del nero · c6 pedone del nero · c5 donna del bianco · g5 pedone del bianco · d4 torre del bianco · h4 pedone del bianco · a2 alfiere del nero · b2 pedone del bianco · c1 re del bianco · d1 torre del bianco · g1 donna del nero | b8 torre del nero · g8 re del nero · a7 pedone del nero · f7 pedone del nero · g7 pedone del nero · h7 pedone del nero · c6 pedone del nero · c5 donna del bianco · g5 pedone del bianco · d4 torre del bianco · h4 pedone del bianco · a2 alfiere del nero · b2 pedone del bianco · c1 re del bianco · d1 torre del bianco · g1 donna del nero | b8 torre del nero · g8 re del nero · a7 pedone del nero · f7 pedone del nero · g7 pedone del nero · h7 pedone del nero · c6 pedone del nero · c5 donna del bianco · g5 pedone del bianco · d4 torre del bianco · h4 pedone del bianco · a2 alfiere del nero · b2 pedone del bianco · c1 re del bianco · d1 torre del bianco · g1 donna del nero | b8 torre del nero · g8 re del nero · a7 pedone del nero · f7 pedone del nero · g7 pedone del nero · h7 pedone del nero · c6 pedone del nero · c5 donna del bianco · g5 pedone del bianco · d4 torre del bianco · h4 pedone del bianco · a2 alfiere del nero · b2 pedone del bianco · c1 re del bianco · d1 torre del bianco · g1 donna del nero | b8 torre del nero · g8 re del nero · a7 pedone del nero · f7 pedone del nero · g7 pedone del nero · h7 pedone del nero · c6 pedone del nero · c5 donna del bianco · g5 pedone del bianco · d4 torre del bianco · h4 pedone del bianco · a2 alfiere del nero · b2 pedone del bianco · c1 re del bianco · d1 torre del bianco · g1 donna del nero | b8 torre del nero · g8 re del nero · a7 pedone del nero · f7 pedone del nero · g7 pedone del nero · h7 pedone del nero · c6 pedone del nero · c5 donna del bianco · g5 pedone del bianco · d4 torre del bianco · h4 pedone del bianco · a2 alfiere del nero · b2 pedone del bianco · c1 re del bianco · d1 torre del bianco · g1 donna del nero | b8 torre del nero · g8 re del nero · a7 pedone del nero · f7 pedone del nero · g7 pedone del nero · h7 pedone del nero · c6 pedone del nero · c5 donna del bianco · g5 pedone del bianco · d4 torre del bianco · h4 pedone del bianco · a2 alfiere del nero · b2 pedone del bianco · c1 re del bianco · d1 torre del bianco · g1 donna del nero | 3 |
| 2 | b8 torre del nero · g8 re del nero · a7 pedone del nero · f7 pedone del nero · g7 pedone del nero · h7 pedone del nero · c6 pedone del nero · c5 donna del bianco · g5 pedone del bianco · d4 torre del bianco · h4 pedone del bianco · a2 alfiere del nero · b2 pedone del bianco · c1 re del bianco · d1 torre del bianco · g1 donna del nero | b8 torre del nero · g8 re del nero · a7 pedone del nero · f7 pedone del nero · g7 pedone del nero · h7 pedone del nero · c6 pedone del nero · c5 donna del bianco · g5 pedone del bianco · d4 torre del bianco · h4 pedone del bianco · a2 alfiere del nero · b2 pedone del bianco · c1 re del bianco · d1 torre del bianco · g1 donna del nero | b8 torre del nero · g8 re del nero · a7 pedone del nero · f7 pedone del nero · g7 pedone del nero · h7 pedone del nero · c6 pedone del nero · c5 donna del bianco · g5 pedone del bianco · d4 torre del bianco · h4 pedone del bianco · a2 alfiere del nero · b2 pedone del bianco · c1 re del bianco · d1 torre del bianco · g1 donna del nero | b8 torre del nero · g8 re del nero · a7 pedone del nero · f7 pedone del nero · g7 pedone del nero · h7 pedone del nero · c6 pedone del nero · c5 donna del bianco · g5 pedone del bianco · d4 torre del bianco · h4 pedone del bianco · a2 alfiere del nero · b2 pedone del bianco · c1 re del bianco · d1 torre del bianco · g1 donna del nero | b8 torre del nero · g8 re del nero · a7 pedone del nero · f7 pedone del nero · g7 pedone del nero · h7 pedone del nero · c6 pedone del nero · c5 donna del bianco · g5 pedone del bianco · d4 torre del bianco · h4 pedone del bianco · a2 alfiere del nero · b2 pedone del bianco · c1 re del bianco · d1 torre del bianco · g1 donna del nero | b8 torre del nero · g8 re del nero · a7 pedone del nero · f7 pedone del nero · g7 pedone del nero · h7 pedone del nero · c6 pedone del nero · c5 donna del bianco · g5 pedone del bianco · d4 torre del bianco · h4 pedone del bianco · a2 alfiere del nero · b2 pedone del bianco · c1 re del bianco · d1 torre del bianco · g1 donna del nero | b8 torre del nero · g8 re del nero · a7 pedone del nero · f7 pedone del nero · g7 pedone del nero · h7 pedone del nero · c6 pedone del nero · c5 donna del bianco · g5 pedone del bianco · d4 torre del bianco · h4 pedone del bianco · a2 alfiere del nero · b2 pedone del bianco · c1 re del bianco · d1 torre del bianco · g1 donna del nero | b8 torre del nero · g8 re del nero · a7 pedone del nero · f7 pedone del nero · g7 pedone del nero · h7 pedone del nero · c6 pedone del nero · c5 donna del bianco · g5 pedone del bianco · d4 torre del bianco · h4 pedone del bianco · a2 alfiere del nero · b2 pedone del bianco · c1 re del bianco · d1 torre del bianco · g1 donna del nero | 2 |
| 1 | b8 torre del nero · g8 re del nero · a7 pedone del nero · f7 pedone del nero · g7 pedone del nero · h7 pedone del nero · c6 pedone del nero · c5 donna del bianco · g5 pedone del bianco · d4 torre del bianco · h4 pedone del bianco · a2 alfiere del nero · b2 pedone del bianco · c1 re del bianco · d1 torre del bianco · g1 donna del nero | b8 torre del nero · g8 re del nero · a7 pedone del nero · f7 pedone del nero · g7 pedone del nero · h7 pedone del nero · c6 pedone del nero · c5 donna del bianco · g5 pedone del bianco · d4 torre del bianco · h4 pedone del bianco · a2 alfiere del nero · b2 pedone del bianco · c1 re del bianco · d1 torre del bianco · g1 donna del nero | b8 torre del nero · g8 re del nero · a7 pedone del nero · f7 pedone del nero · g7 pedone del nero · h7 pedone del nero · c6 pedone del nero · c5 donna del bianco · g5 pedone del bianco · d4 torre del bianco · h4 pedone del bianco · a2 alfiere del nero · b2 pedone del bianco · c1 re del bianco · d1 torre del bianco · g1 donna del nero | b8 torre del nero · g8 re del nero · a7 pedone del nero · f7 pedone del nero · g7 pedone del nero · h7 pedone del nero · c6 pedone del nero · c5 donna del bianco · g5 pedone del bianco · d4 torre del bianco · h4 pedone del bianco · a2 alfiere del nero · b2 pedone del bianco · c1 re del bianco · d1 torre del bianco · g1 donna del nero | b8 torre del nero · g8 re del nero · a7 pedone del nero · f7 pedone del nero · g7 pedone del nero · h7 pedone del nero · c6 pedone del nero · c5 donna del bianco · g5 pedone del bianco · d4 torre del bianco · h4 pedone del bianco · a2 alfiere del nero · b2 pedone del bianco · c1 re del bianco · d1 torre del bianco · g1 donna del nero | b8 torre del nero · g8 re del nero · a7 pedone del nero · f7 pedone del nero · g7 pedone del nero · h7 pedone del nero · c6 pedone del nero · c5 donna del bianco · g5 pedone del bianco · d4 torre del bianco · h4 pedone del bianco · a2 alfiere del nero · b2 pedone del bianco · c1 re del bianco · d1 torre del bianco · g1 donna del nero | b8 torre del nero · g8 re del nero · a7 pedone del nero · f7 pedone del nero · g7 pedone del nero · h7 pedone del nero · c6 pedone del nero · c5 donna del bianco · g5 pedone del bianco · d4 torre del bianco · h4 pedone del bianco · a2 alfiere del nero · b2 pedone del bianco · c1 re del bianco · d1 torre del bianco · g1 donna del nero | b8 torre del nero · g8 re del nero · a7 pedone del nero · f7 pedone del nero · g7 pedone del nero · h7 pedone del nero · c6 pedone del nero · c5 donna del bianco · g5 pedone del bianco · d4 torre del bianco · h4 pedone del bianco · a2 alfiere del nero · b2 pedone del bianco · c1 re del bianco · d1 torre del bianco · g1 donna del nero | 1 |
|   | a | b | c | d | e | f | g | h |   |

Apertura: Gambetto di donna rifiutato semi-Slava: variante Stoltz
ECO: D45
La prima partita, dove Kasparov giocava con il bianco, è finita patta, dopo il sacrificio di un pedone effettuato dal campione russo per ottenere una migliore posizione. Kasparov ha ottenuto una torre per un alfiere e un pedone, ma non è riuscito a convertire il vantaggio in una vittoria. Fritz ha aperto le linee, attaccando il re di Kasparov e ottenendo la patta per scacco perpetuo.
1. Cf3 d5 2. c4 c6 3. d4 Cf6 4. Cc3 e6 5. e3 Cbd7 6. Dc2 Ad6 7. g4 Ab4 8. Ad2 De7 9. Tg1 Axc3 10. Axc3 Ce4 11. O–O–O Df6 12. Ae2 Cxf2 13. Tdf1 Ce4 14. Ab4 c5 15. cxd5 exd5 16. dxc5 De7 17. Cd4 O–O 18. Nf5 Qe5 19. c6 bxc6 20. Bxf8 Kxf8 21. Ng3 Ndc5 22. Nxe4 Nxe4 23. Bd3 Be6 24. Bxe4 dxe4 25. Rf4 Bd5 26. Dc5+ Rg8 27. Tgf1 Tb8 28. T1f2 Dc7 29. Tc2 Dd7 30. h4 Dd8 31. g5 Axa2 32. Txe4 Dd3 33. Td4 Dxe3+ 34. Tcd2 De1+ 35. Td1 De3+ 36. T1d2 Dg1+ 37. Td1 ½–½

### Partita 2: 13 novembre 2003, Fritz–Kasparov 1–0
|   | a | b | c | d | e | f | g | h |   |
| 8 | e8 torre del bianco · g8 torre del nero · b7 pedone del nero · d7 donna del bianco · h7 re del nero · g6 donna del nero · h6 alfiere del nero · a5 pedone del bianco · d5 pedone del bianco · h5 pedone del nero · d4 pedone del nero · g4 pedone del nero · f2 pedone del bianco · g2 pedone del bianco · h2 pedone del bianco · f1 cavallo del bianco · g1 re del bianco | e8 torre del bianco · g8 torre del nero · b7 pedone del nero · d7 donna del bianco · h7 re del nero · g6 donna del nero · h6 alfiere del nero · a5 pedone del bianco · d5 pedone del bianco · h5 pedone del nero · d4 pedone del nero · g4 pedone del nero · f2 pedone del bianco · g2 pedone del bianco · h2 pedone del bianco · f1 cavallo del bianco · g1 re del bianco | e8 torre del bianco · g8 torre del nero · b7 pedone del nero · d7 donna del bianco · h7 re del nero · g6 donna del nero · h6 alfiere del nero · a5 pedone del bianco · d5 pedone del bianco · h5 pedone del nero · d4 pedone del nero · g4 pedone del nero · f2 pedone del bianco · g2 pedone del bianco · h2 pedone del bianco · f1 cavallo del bianco · g1 re del bianco | e8 torre del bianco · g8 torre del nero · b7 pedone del nero · d7 donna del bianco · h7 re del nero · g6 donna del nero · h6 alfiere del nero · a5 pedone del bianco · d5 pedone del bianco · h5 pedone del nero · d4 pedone del nero · g4 pedone del nero · f2 pedone del bianco · g2 pedone del bianco · h2 pedone del bianco · f1 cavallo del bianco · g1 re del bianco | e8 torre del bianco · g8 torre del nero · b7 pedone del nero · d7 donna del bianco · h7 re del nero · g6 donna del nero · h6 alfiere del nero · a5 pedone del bianco · d5 pedone del bianco · h5 pedone del nero · d4 pedone del nero · g4 pedone del nero · f2 pedone del bianco · g2 pedone del bianco · h2 pedone del bianco · f1 cavallo del bianco · g1 re del bianco | e8 torre del bianco · g8 torre del nero · b7 pedone del nero · d7 donna del bianco · h7 re del nero · g6 donna del nero · h6 alfiere del nero · a5 pedone del bianco · d5 pedone del bianco · h5 pedone del nero · d4 pedone del nero · g4 pedone del nero · f2 pedone del bianco · g2 pedone del bianco · h2 pedone del bianco · f1 cavallo del bianco · g1 re del bianco | e8 torre del bianco · g8 torre del nero · b7 pedone del nero · d7 donna del bianco · h7 re del nero · g6 donna del nero · h6 alfiere del nero · a5 pedone del bianco · d5 pedone del bianco · h5 pedone del nero · d4 pedone del nero · g4 pedone del nero · f2 pedone del bianco · g2 pedone del bianco · h2 pedone del bianco · f1 cavallo del bianco · g1 re del bianco | e8 torre del bianco · g8 torre del nero · b7 pedone del nero · d7 donna del bianco · h7 re del nero · g6 donna del nero · h6 alfiere del nero · a5 pedone del bianco · d5 pedone del bianco · h5 pedone del nero · d4 pedone del nero · g4 pedone del nero · f2 pedone del bianco · g2 pedone del bianco · h2 pedone del bianco · f1 cavallo del bianco · g1 re del bianco | 8 |
| 7 | e8 torre del bianco · g8 torre del nero · b7 pedone del nero · d7 donna del bianco · h7 re del nero · g6 donna del nero · h6 alfiere del nero · a5 pedone del bianco · d5 pedone del bianco · h5 pedone del nero · d4 pedone del nero · g4 pedone del nero · f2 pedone del bianco · g2 pedone del bianco · h2 pedone del bianco · f1 cavallo del bianco · g1 re del bianco | e8 torre del bianco · g8 torre del nero · b7 pedone del nero · d7 donna del bianco · h7 re del nero · g6 donna del nero · h6 alfiere del nero · a5 pedone del bianco · d5 pedone del bianco · h5 pedone del nero · d4 pedone del nero · g4 pedone del nero · f2 pedone del bianco · g2 pedone del bianco · h2 pedone del bianco · f1 cavallo del bianco · g1 re del bianco | e8 torre del bianco · g8 torre del nero · b7 pedone del nero · d7 donna del bianco · h7 re del nero · g6 donna del nero · h6 alfiere del nero · a5 pedone del bianco · d5 pedone del bianco · h5 pedone del nero · d4 pedone del nero · g4 pedone del nero · f2 pedone del bianco · g2 pedone del bianco · h2 pedone del bianco · f1 cavallo del bianco · g1 re del bianco | e8 torre del bianco · g8 torre del nero · b7 pedone del nero · d7 donna del bianco · h7 re del nero · g6 donna del nero · h6 alfiere del nero · a5 pedone del bianco · d5 pedone del bianco · h5 pedone del nero · d4 pedone del nero · g4 pedone del nero · f2 pedone del bianco · g2 pedone del bianco · h2 pedone del bianco · f1 cavallo del bianco · g1 re del bianco | e8 torre del bianco · g8 torre del nero · b7 pedone del nero · d7 donna del bianco · h7 re del nero · g6 donna del nero · h6 alfiere del nero · a5 pedone del bianco · d5 pedone del bianco · h5 pedone del nero · d4 pedone del nero · g4 pedone del nero · f2 pedone del bianco · g2 pedone del bianco · h2 pedone del bianco · f1 cavallo del bianco · g1 re del bianco | e8 torre del bianco · g8 torre del nero · b7 pedone del nero · d7 donna del bianco · h7 re del nero · g6 donna del nero · h6 alfiere del nero · a5 pedone del bianco · d5 pedone del bianco · h5 pedone del nero · d4 pedone del nero · g4 pedone del nero · f2 pedone del bianco · g2 pedone del bianco · h2 pedone del bianco · f1 cavallo del bianco · g1 re del bianco | e8 torre del bianco · g8 torre del nero · b7 pedone del nero · d7 donna del bianco · h7 re del nero · g6 donna del nero · h6 alfiere del nero · a5 pedone del bianco · d5 pedone del bianco · h5 pedone del nero · d4 pedone del nero · g4 pedone del nero · f2 pedone del bianco · g2 pedone del bianco · h2 pedone del bianco · f1 cavallo del bianco · g1 re del bianco | e8 torre del bianco · g8 torre del nero · b7 pedone del nero · d7 donna del bianco · h7 re del nero · g6 donna del nero · h6 alfiere del nero · a5 pedone del bianco · d5 pedone del bianco · h5 pedone del nero · d4 pedone del nero · g4 pedone del nero · f2 pedone del bianco · g2 pedone del bianco · h2 pedone del bianco · f1 cavallo del bianco · g1 re del bianco | 7 |
| 6 | e8 torre del bianco · g8 torre del nero · b7 pedone del nero · d7 donna del bianco · h7 re del nero · g6 donna del nero · h6 alfiere del nero · a5 pedone del bianco · d5 pedone del bianco · h5 pedone del nero · d4 pedone del nero · g4 pedone del nero · f2 pedone del bianco · g2 pedone del bianco · h2 pedone del bianco · f1 cavallo del bianco · g1 re del bianco | e8 torre del bianco · g8 torre del nero · b7 pedone del nero · d7 donna del bianco · h7 re del nero · g6 donna del nero · h6 alfiere del nero · a5 pedone del bianco · d5 pedone del bianco · h5 pedone del nero · d4 pedone del nero · g4 pedone del nero · f2 pedone del bianco · g2 pedone del bianco · h2 pedone del bianco · f1 cavallo del bianco · g1 re del bianco | e8 torre del bianco · g8 torre del nero · b7 pedone del nero · d7 donna del bianco · h7 re del nero · g6 donna del nero · h6 alfiere del nero · a5 pedone del bianco · d5 pedone del bianco · h5 pedone del nero · d4 pedone del nero · g4 pedone del nero · f2 pedone del bianco · g2 pedone del bianco · h2 pedone del bianco · f1 cavallo del bianco · g1 re del bianco | e8 torre del bianco · g8 torre del nero · b7 pedone del nero · d7 donna del bianco · h7 re del nero · g6 donna del nero · h6 alfiere del nero · a5 pedone del bianco · d5 pedone del bianco · h5 pedone del nero · d4 pedone del nero · g4 pedone del nero · f2 pedone del bianco · g2 pedone del bianco · h2 pedone del bianco · f1 cavallo del bianco · g1 re del bianco | e8 torre del bianco · g8 torre del nero · b7 pedone del nero · d7 donna del bianco · h7 re del nero · g6 donna del nero · h6 alfiere del nero · a5 pedone del bianco · d5 pedone del bianco · h5 pedone del nero · d4 pedone del nero · g4 pedone del nero · f2 pedone del bianco · g2 pedone del bianco · h2 pedone del bianco · f1 cavallo del bianco · g1 re del bianco | e8 torre del bianco · g8 torre del nero · b7 pedone del nero · d7 donna del bianco · h7 re del nero · g6 donna del nero · h6 alfiere del nero · a5 pedone del bianco · d5 pedone del bianco · h5 pedone del nero · d4 pedone del nero · g4 pedone del nero · f2 pedone del bianco · g2 pedone del bianco · h2 pedone del bianco · f1 cavallo del bianco · g1 re del bianco | e8 torre del bianco · g8 torre del nero · b7 pedone del nero · d7 donna del bianco · h7 re del nero · g6 donna del nero · h6 alfiere del nero · a5 pedone del bianco · d5 pedone del bianco · h5 pedone del nero · d4 pedone del nero · g4 pedone del nero · f2 pedone del bianco · g2 pedone del bianco · h2 pedone del bianco · f1 cavallo del bianco · g1 re del bianco | e8 torre del bianco · g8 torre del nero · b7 pedone del nero · d7 donna del bianco · h7 re del nero · g6 donna del nero · h6 alfiere del nero · a5 pedone del bianco · d5 pedone del bianco · h5 pedone del nero · d4 pedone del nero · g4 pedone del nero · f2 pedone del bianco · g2 pedone del bianco · h2 pedone del bianco · f1 cavallo del bianco · g1 re del bianco | 6 |
| 5 | e8 torre del bianco · g8 torre del nero · b7 pedone del nero · d7 donna del bianco · h7 re del nero · g6 donna del nero · h6 alfiere del nero · a5 pedone del bianco · d5 pedone del bianco · h5 pedone del nero · d4 pedone del nero · g4 pedone del nero · f2 pedone del bianco · g2 pedone del bianco · h2 pedone del bianco · f1 cavallo del bianco · g1 re del bianco | e8 torre del bianco · g8 torre del nero · b7 pedone del nero · d7 donna del bianco · h7 re del nero · g6 donna del nero · h6 alfiere del nero · a5 pedone del bianco · d5 pedone del bianco · h5 pedone del nero · d4 pedone del nero · g4 pedone del nero · f2 pedone del bianco · g2 pedone del bianco · h2 pedone del bianco · f1 cavallo del bianco · g1 re del bianco | e8 torre del bianco · g8 torre del nero · b7 pedone del nero · d7 donna del bianco · h7 re del nero · g6 donna del nero · h6 alfiere del nero · a5 pedone del bianco · d5 pedone del bianco · h5 pedone del nero · d4 pedone del nero · g4 pedone del nero · f2 pedone del bianco · g2 pedone del bianco · h2 pedone del bianco · f1 cavallo del bianco · g1 re del bianco | e8 torre del bianco · g8 torre del nero · b7 pedone del nero · d7 donna del bianco · h7 re del nero · g6 donna del nero · h6 alfiere del nero · a5 pedone del bianco · d5 pedone del bianco · h5 pedone del nero · d4 pedone del nero · g4 pedone del nero · f2 pedone del bianco · g2 pedone del bianco · h2 pedone del bianco · f1 cavallo del bianco · g1 re del bianco | e8 torre del bianco · g8 torre del nero · b7 pedone del nero · d7 donna del bianco · h7 re del nero · g6 donna del nero · h6 alfiere del nero · a5 pedone del bianco · d5 pedone del bianco · h5 pedone del nero · d4 pedone del nero · g4 pedone del nero · f2 pedone del bianco · g2 pedone del bianco · h2 pedone del bianco · f1 cavallo del bianco · g1 re del bianco | e8 torre del bianco · g8 torre del nero · b7 pedone del nero · d7 donna del bianco · h7 re del nero · g6 donna del nero · h6 alfiere del nero · a5 pedone del bianco · d5 pedone del bianco · h5 pedone del nero · d4 pedone del nero · g4 pedone del nero · f2 pedone del bianco · g2 pedone del bianco · h2 pedone del bianco · f1 cavallo del bianco · g1 re del bianco | e8 torre del bianco · g8 torre del nero · b7 pedone del nero · d7 donna del bianco · h7 re del nero · g6 donna del nero · h6 alfiere del nero · a5 pedone del bianco · d5 pedone del bianco · h5 pedone del nero · d4 pedone del nero · g4 pedone del nero · f2 pedone del bianco · g2 pedone del bianco · h2 pedone del bianco · f1 cavallo del bianco · g1 re del bianco | e8 torre del bianco · g8 torre del nero · b7 pedone del nero · d7 donna del bianco · h7 re del nero · g6 donna del nero · h6 alfiere del nero · a5 pedone del bianco · d5 pedone del bianco · h5 pedone del nero · d4 pedone del nero · g4 pedone del nero · f2 pedone del bianco · g2 pedone del bianco · h2 pedone del bianco · f1 cavallo del bianco · g1 re del bianco | 5 |
| 4 | e8 torre del bianco · g8 torre del nero · b7 pedone del nero · d7 donna del bianco · h7 re del nero · g6 donna del nero · h6 alfiere del nero · a5 pedone del bianco · d5 pedone del bianco · h5 pedone del nero · d4 pedone del nero · g4 pedone del nero · f2 pedone del bianco · g2 pedone del bianco · h2 pedone del bianco · f1 cavallo del bianco · g1 re del bianco | e8 torre del bianco · g8 torre del nero · b7 pedone del nero · d7 donna del bianco · h7 re del nero · g6 donna del nero · h6 alfiere del nero · a5 pedone del bianco · d5 pedone del bianco · h5 pedone del nero · d4 pedone del nero · g4 pedone del nero · f2 pedone del bianco · g2 pedone del bianco · h2 pedone del bianco · f1 cavallo del bianco · g1 re del bianco | e8 torre del bianco · g8 torre del nero · b7 pedone del nero · d7 donna del bianco · h7 re del nero · g6 donna del nero · h6 alfiere del nero · a5 pedone del bianco · d5 pedone del bianco · h5 pedone del nero · d4 pedone del nero · g4 pedone del nero · f2 pedone del bianco · g2 pedone del bianco · h2 pedone del bianco · f1 cavallo del bianco · g1 re del bianco | e8 torre del bianco · g8 torre del nero · b7 pedone del nero · d7 donna del bianco · h7 re del nero · g6 donna del nero · h6 alfiere del nero · a5 pedone del bianco · d5 pedone del bianco · h5 pedone del nero · d4 pedone del nero · g4 pedone del nero · f2 pedone del bianco · g2 pedone del bianco · h2 pedone del bianco · f1 cavallo del bianco · g1 re del bianco | e8 torre del bianco · g8 torre del nero · b7 pedone del nero · d7 donna del bianco · h7 re del nero · g6 donna del nero · h6 alfiere del nero · a5 pedone del bianco · d5 pedone del bianco · h5 pedone del nero · d4 pedone del nero · g4 pedone del nero · f2 pedone del bianco · g2 pedone del bianco · h2 pedone del bianco · f1 cavallo del bianco · g1 re del bianco | e8 torre del bianco · g8 torre del nero · b7 pedone del nero · d7 donna del bianco · h7 re del nero · g6 donna del nero · h6 alfiere del nero · a5 pedone del bianco · d5 pedone del bianco · h5 pedone del nero · d4 pedone del nero · g4 pedone del nero · f2 pedone del bianco · g2 pedone del bianco · h2 pedone del bianco · f1 cavallo del bianco · g1 re del bianco | e8 torre del bianco · g8 torre del nero · b7 pedone del nero · d7 donna del bianco · h7 re del nero · g6 donna del nero · h6 alfiere del nero · a5 pedone del bianco · d5 pedone del bianco · h5 pedone del nero · d4 pedone del nero · g4 pedone del nero · f2 pedone del bianco · g2 pedone del bianco · h2 pedone del bianco · f1 cavallo del bianco · g1 re del bianco | e8 torre del bianco · g8 torre del nero · b7 pedone del nero · d7 donna del bianco · h7 re del nero · g6 donna del nero · h6 alfiere del nero · a5 pedone del bianco · d5 pedone del bianco · h5 pedone del nero · d4 pedone del nero · g4 pedone del nero · f2 pedone del bianco · g2 pedone del bianco · h2 pedone del bianco · f1 cavallo del bianco · g1 re del bianco | 4 |
| 3 | e8 torre del bianco · g8 torre del nero · b7 pedone del nero · d7 donna del bianco · h7 re del nero · g6 donna del nero · h6 alfiere del nero · a5 pedone del bianco · d5 pedone del bianco · h5 pedone del nero · d4 pedone del nero · g4 pedone del nero · f2 pedone del bianco · g2 pedone del bianco · h2 pedone del bianco · f1 cavallo del bianco · g1 re del bianco | e8 torre del bianco · g8 torre del nero · b7 pedone del nero · d7 donna del bianco · h7 re del nero · g6 donna del nero · h6 alfiere del nero · a5 pedone del bianco · d5 pedone del bianco · h5 pedone del nero · d4 pedone del nero · g4 pedone del nero · f2 pedone del bianco · g2 pedone del bianco · h2 pedone del bianco · f1 cavallo del bianco · g1 re del bianco | e8 torre del bianco · g8 torre del nero · b7 pedone del nero · d7 donna del bianco · h7 re del nero · g6 donna del nero · h6 alfiere del nero · a5 pedone del bianco · d5 pedone del bianco · h5 pedone del nero · d4 pedone del nero · g4 pedone del nero · f2 pedone del bianco · g2 pedone del bianco · h2 pedone del bianco · f1 cavallo del bianco · g1 re del bianco | e8 torre del bianco · g8 torre del nero · b7 pedone del nero · d7 donna del bianco · h7 re del nero · g6 donna del nero · h6 alfiere del nero · a5 pedone del bianco · d5 pedone del bianco · h5 pedone del nero · d4 pedone del nero · g4 pedone del nero · f2 pedone del bianco · g2 pedone del bianco · h2 pedone del bianco · f1 cavallo del bianco · g1 re del bianco | e8 torre del bianco · g8 torre del nero · b7 pedone del nero · d7 donna del bianco · h7 re del nero · g6 donna del nero · h6 alfiere del nero · a5 pedone del bianco · d5 pedone del bianco · h5 pedone del nero · d4 pedone del nero · g4 pedone del nero · f2 pedone del bianco · g2 pedone del bianco · h2 pedone del bianco · f1 cavallo del bianco · g1 re del bianco | e8 torre del bianco · g8 torre del nero · b7 pedone del nero · d7 donna del bianco · h7 re del nero · g6 donna del nero · h6 alfiere del nero · a5 pedone del bianco · d5 pedone del bianco · h5 pedone del nero · d4 pedone del nero · g4 pedone del nero · f2 pedone del bianco · g2 pedone del bianco · h2 pedone del bianco · f1 cavallo del bianco · g1 re del bianco | e8 torre del bianco · g8 torre del nero · b7 pedone del nero · d7 donna del bianco · h7 re del nero · g6 donna del nero · h6 alfiere del nero · a5 pedone del bianco · d5 pedone del bianco · h5 pedone del nero · d4 pedone del nero · g4 pedone del nero · f2 pedone del bianco · g2 pedone del bianco · h2 pedone del bianco · f1 cavallo del bianco · g1 re del bianco | e8 torre del bianco · g8 torre del nero · b7 pedone del nero · d7 donna del bianco · h7 re del nero · g6 donna del nero · h6 alfiere del nero · a5 pedone del bianco · d5 pedone del bianco · h5 pedone del nero · d4 pedone del nero · g4 pedone del nero · f2 pedone del bianco · g2 pedone del bianco · h2 pedone del bianco · f1 cavallo del bianco · g1 re del bianco | 3 |
| 2 | e8 torre del bianco · g8 torre del nero · b7 pedone del nero · d7 donna del bianco · h7 re del nero · g6 donna del nero · h6 alfiere del nero · a5 pedone del bianco · d5 pedone del bianco · h5 pedone del nero · d4 pedone del nero · g4 pedone del nero · f2 pedone del bianco · g2 pedone del bianco · h2 pedone del bianco · f1 cavallo del bianco · g1 re del bianco | e8 torre del bianco · g8 torre del nero · b7 pedone del nero · d7 donna del bianco · h7 re del nero · g6 donna del nero · h6 alfiere del nero · a5 pedone del bianco · d5 pedone del bianco · h5 pedone del nero · d4 pedone del nero · g4 pedone del nero · f2 pedone del bianco · g2 pedone del bianco · h2 pedone del bianco · f1 cavallo del bianco · g1 re del bianco | e8 torre del bianco · g8 torre del nero · b7 pedone del nero · d7 donna del bianco · h7 re del nero · g6 donna del nero · h6 alfiere del nero · a5 pedone del bianco · d5 pedone del bianco · h5 pedone del nero · d4 pedone del nero · g4 pedone del nero · f2 pedone del bianco · g2 pedone del bianco · h2 pedone del bianco · f1 cavallo del bianco · g1 re del bianco | e8 torre del bianco · g8 torre del nero · b7 pedone del nero · d7 donna del bianco · h7 re del nero · g6 donna del nero · h6 alfiere del nero · a5 pedone del bianco · d5 pedone del bianco · h5 pedone del nero · d4 pedone del nero · g4 pedone del nero · f2 pedone del bianco · g2 pedone del bianco · h2 pedone del bianco · f1 cavallo del bianco · g1 re del bianco | e8 torre del bianco · g8 torre del nero · b7 pedone del nero · d7 donna del bianco · h7 re del nero · g6 donna del nero · h6 alfiere del nero · a5 pedone del bianco · d5 pedone del bianco · h5 pedone del nero · d4 pedone del nero · g4 pedone del nero · f2 pedone del bianco · g2 pedone del bianco · h2 pedone del bianco · f1 cavallo del bianco · g1 re del bianco | e8 torre del bianco · g8 torre del nero · b7 pedone del nero · d7 donna del bianco · h7 re del nero · g6 donna del nero · h6 alfiere del nero · a5 pedone del bianco · d5 pedone del bianco · h5 pedone del nero · d4 pedone del nero · g4 pedone del nero · f2 pedone del bianco · g2 pedone del bianco · h2 pedone del bianco · f1 cavallo del bianco · g1 re del bianco | e8 torre del bianco · g8 torre del nero · b7 pedone del nero · d7 donna del bianco · h7 re del nero · g6 donna del nero · h6 alfiere del nero · a5 pedone del bianco · d5 pedone del bianco · h5 pedone del nero · d4 pedone del nero · g4 pedone del nero · f2 pedone del bianco · g2 pedone del bianco · h2 pedone del bianco · f1 cavallo del bianco · g1 re del bianco | e8 torre del bianco · g8 torre del nero · b7 pedone del nero · d7 donna del bianco · h7 re del nero · g6 donna del nero · h6 alfiere del nero · a5 pedone del bianco · d5 pedone del bianco · h5 pedone del nero · d4 pedone del nero · g4 pedone del nero · f2 pedone del bianco · g2 pedone del bianco · h2 pedone del bianco · f1 cavallo del bianco · g1 re del bianco | 2 |
| 1 | e8 torre del bianco · g8 torre del nero · b7 pedone del nero · d7 donna del bianco · h7 re del nero · g6 donna del nero · h6 alfiere del nero · a5 pedone del bianco · d5 pedone del bianco · h5 pedone del nero · d4 pedone del nero · g4 pedone del nero · f2 pedone del bianco · g2 pedone del bianco · h2 pedone del bianco · f1 cavallo del bianco · g1 re del bianco | e8 torre del bianco · g8 torre del nero · b7 pedone del nero · d7 donna del bianco · h7 re del nero · g6 donna del nero · h6 alfiere del nero · a5 pedone del bianco · d5 pedone del bianco · h5 pedone del nero · d4 pedone del nero · g4 pedone del nero · f2 pedone del bianco · g2 pedone del bianco · h2 pedone del bianco · f1 cavallo del bianco · g1 re del bianco | e8 torre del bianco · g8 torre del nero · b7 pedone del nero · d7 donna del bianco · h7 re del nero · g6 donna del nero · h6 alfiere del nero · a5 pedone del bianco · d5 pedone del bianco · h5 pedone del nero · d4 pedone del nero · g4 pedone del nero · f2 pedone del bianco · g2 pedone del bianco · h2 pedone del bianco · f1 cavallo del bianco · g1 re del bianco | e8 torre del bianco · g8 torre del nero · b7 pedone del nero · d7 donna del bianco · h7 re del nero · g6 donna del nero · h6 alfiere del nero · a5 pedone del bianco · d5 pedone del bianco · h5 pedone del nero · d4 pedone del nero · g4 pedone del nero · f2 pedone del bianco · g2 pedone del bianco · h2 pedone del bianco · f1 cavallo del bianco · g1 re del bianco | e8 torre del bianco · g8 torre del nero · b7 pedone del nero · d7 donna del bianco · h7 re del nero · g6 donna del nero · h6 alfiere del nero · a5 pedone del bianco · d5 pedone del bianco · h5 pedone del nero · d4 pedone del nero · g4 pedone del nero · f2 pedone del bianco · g2 pedone del bianco · h2 pedone del bianco · f1 cavallo del bianco · g1 re del bianco | e8 torre del bianco · g8 torre del nero · b7 pedone del nero · d7 donna del bianco · h7 re del nero · g6 donna del nero · h6 alfiere del nero · a5 pedone del bianco · d5 pedone del bianco · h5 pedone del nero · d4 pedone del nero · g4 pedone del nero · f2 pedone del bianco · g2 pedone del bianco · h2 pedone del bianco · f1 cavallo del bianco · g1 re del bianco | e8 torre del bianco · g8 torre del nero · b7 pedone del nero · d7 donna del bianco · h7 re del nero · g6 donna del nero · h6 alfiere del nero · a5 pedone del bianco · d5 pedone del bianco · h5 pedone del nero · d4 pedone del nero · g4 pedone del nero · f2 pedone del bianco · g2 pedone del bianco · h2 pedone del bianco · f1 cavallo del bianco · g1 re del bianco | e8 torre del bianco · g8 torre del nero · b7 pedone del nero · d7 donna del bianco · h7 re del nero · g6 donna del nero · h6 alfiere del nero · a5 pedone del bianco · d5 pedone del bianco · h5 pedone del nero · d4 pedone del nero · g4 pedone del nero · f2 pedone del bianco · g2 pedone del bianco · h2 pedone del bianco · f1 cavallo del bianco · g1 re del bianco | 1 |
|   | a | b | c | d | e | f | g | h |   |

Apertura: Partita spagnola: difesa berlinese
ECO: C65
La seconda partita, dove Fritz ha il Bianco, si apre con la Ruy Lopez. Kasparov gioca la difesa berlinese (3...Cf6), con la quale Vladimir Kramnik aveva già ottenuto la patta contro Deep Fritz nel match Brains in Bahrain del 2002, e che lo stesso Kramnik aveva impiegato con successo proprio contro Kasparov nel loro incontro per il titolo mondiale del 2000. Fritz evita comunque le semplificazioni della linea principale (4.0-0 Cxe4 5.d4 Cd6 6.Axc6 dxc6 7.dxe5 Cf5  8.Dxd8+ Rxd8), tenendo invece i pezzi sulla scacchiera con 4.d3. Kasparov sembra avere ancora buone possibilità fino alla trentaduesima mossa, quando commette un errore grossolano che gli costa la sconfitta.
1. e4 e5 2. Cf3 Cc6 3. Ab5 Cf6 4. d3 d6 5. c3 g6 6. O–O Ag7 7. Cbd2 O–O 8. Te1 Te8 9. d4 Ad7 10. d5 Ce7 11. Axd7 Cxd7 12. a4 h6 13. a5 a6 14. b4 f5 15. c4 Cf6 16. Ab2 Dd7 17. Tb1 g5 18. exf5 Dxf5 19. Nf1 Qh7 20. N3d2 Nf5 21. Ne4 Nxe4 22. Rxe4 h5 23. Qd3 Rf8 24. Rbe1 Rf7 25. R1e2 g4 26. Qb3 Raf8 27. c5 Dg6 28. cxd6 cxd6 29. b5 axb5 30. Dxb5 Ah6 31. Db6 Rh7 32. Db4 Tg7?? 33. Txe5 dxe5 34. Dxf8 Cd4 35. Axd4 exd4 36. Te8 Tg8 37. De7+ Tg7 38. Dd8 Tg8 39. Dd7+ 1–0

### Partita 3: 16 novembre 2003, 2003, Kasparov–Fritz 1–0
|   | a | b | c | d | e | f | g | h |   |
| 8 | a8 torre del nero · h8 re del nero · b7 torre del nero · d7 donna del nero · e7 cavallo del nero · f7 pedone del nero · g7 pedone del nero · h7 pedone del nero · a6 cavallo del bianco · b6 pedone del bianco · c6 pedone del nero · f6 cavallo del nero · h6 alfiere del nero · c5 pedone del bianco · d5 pedone del nero · d4 pedone del bianco · e4 pedone del nero · b3 torre del bianco · c3 alfiere del bianco · e3 pedone del bianco · g3 pedone del bianco · h3 pedone del bianco · a2 torre del bianco · c2 donna del bianco · f2 pedone del bianco · a1 re del bianco · f1 alfiere del bianco | a8 torre del nero · h8 re del nero · b7 torre del nero · d7 donna del nero · e7 cavallo del nero · f7 pedone del nero · g7 pedone del nero · h7 pedone del nero · a6 cavallo del bianco · b6 pedone del bianco · c6 pedone del nero · f6 cavallo del nero · h6 alfiere del nero · c5 pedone del bianco · d5 pedone del nero · d4 pedone del bianco · e4 pedone del nero · b3 torre del bianco · c3 alfiere del bianco · e3 pedone del bianco · g3 pedone del bianco · h3 pedone del bianco · a2 torre del bianco · c2 donna del bianco · f2 pedone del bianco · a1 re del bianco · f1 alfiere del bianco | a8 torre del nero · h8 re del nero · b7 torre del nero · d7 donna del nero · e7 cavallo del nero · f7 pedone del nero · g7 pedone del nero · h7 pedone del nero · a6 cavallo del bianco · b6 pedone del bianco · c6 pedone del nero · f6 cavallo del nero · h6 alfiere del nero · c5 pedone del bianco · d5 pedone del nero · d4 pedone del bianco · e4 pedone del nero · b3 torre del bianco · c3 alfiere del bianco · e3 pedone del bianco · g3 pedone del bianco · h3 pedone del bianco · a2 torre del bianco · c2 donna del bianco · f2 pedone del bianco · a1 re del bianco · f1 alfiere del bianco | a8 torre del nero · h8 re del nero · b7 torre del nero · d7 donna del nero · e7 cavallo del nero · f7 pedone del nero · g7 pedone del nero · h7 pedone del nero · a6 cavallo del bianco · b6 pedone del bianco · c6 pedone del nero · f6 cavallo del nero · h6 alfiere del nero · c5 pedone del bianco · d5 pedone del nero · d4 pedone del bianco · e4 pedone del nero · b3 torre del bianco · c3 alfiere del bianco · e3 pedone del bianco · g3 pedone del bianco · h3 pedone del bianco · a2 torre del bianco · c2 donna del bianco · f2 pedone del bianco · a1 re del bianco · f1 alfiere del bianco | a8 torre del nero · h8 re del nero · b7 torre del nero · d7 donna del nero · e7 cavallo del nero · f7 pedone del nero · g7 pedone del nero · h7 pedone del nero · a6 cavallo del bianco · b6 pedone del bianco · c6 pedone del nero · f6 cavallo del nero · h6 alfiere del nero · c5 pedone del bianco · d5 pedone del nero · d4 pedone del bianco · e4 pedone del nero · b3 torre del bianco · c3 alfiere del bianco · e3 pedone del bianco · g3 pedone del bianco · h3 pedone del bianco · a2 torre del bianco · c2 donna del bianco · f2 pedone del bianco · a1 re del bianco · f1 alfiere del bianco | a8 torre del nero · h8 re del nero · b7 torre del nero · d7 donna del nero · e7 cavallo del nero · f7 pedone del nero · g7 pedone del nero · h7 pedone del nero · a6 cavallo del bianco · b6 pedone del bianco · c6 pedone del nero · f6 cavallo del nero · h6 alfiere del nero · c5 pedone del bianco · d5 pedone del nero · d4 pedone del bianco · e4 pedone del nero · b3 torre del bianco · c3 alfiere del bianco · e3 pedone del bianco · g3 pedone del bianco · h3 pedone del bianco · a2 torre del bianco · c2 donna del bianco · f2 pedone del bianco · a1 re del bianco · f1 alfiere del bianco | a8 torre del nero · h8 re del nero · b7 torre del nero · d7 donna del nero · e7 cavallo del nero · f7 pedone del nero · g7 pedone del nero · h7 pedone del nero · a6 cavallo del bianco · b6 pedone del bianco · c6 pedone del nero · f6 cavallo del nero · h6 alfiere del nero · c5 pedone del bianco · d5 pedone del nero · d4 pedone del bianco · e4 pedone del nero · b3 torre del bianco · c3 alfiere del bianco · e3 pedone del bianco · g3 pedone del bianco · h3 pedone del bianco · a2 torre del bianco · c2 donna del bianco · f2 pedone del bianco · a1 re del bianco · f1 alfiere del bianco | a8 torre del nero · h8 re del nero · b7 torre del nero · d7 donna del nero · e7 cavallo del nero · f7 pedone del nero · g7 pedone del nero · h7 pedone del nero · a6 cavallo del bianco · b6 pedone del bianco · c6 pedone del nero · f6 cavallo del nero · h6 alfiere del nero · c5 pedone del bianco · d5 pedone del nero · d4 pedone del bianco · e4 pedone del nero · b3 torre del bianco · c3 alfiere del bianco · e3 pedone del bianco · g3 pedone del bianco · h3 pedone del bianco · a2 torre del bianco · c2 donna del bianco · f2 pedone del bianco · a1 re del bianco · f1 alfiere del bianco | 8 |
| 7 | a8 torre del nero · h8 re del nero · b7 torre del nero · d7 donna del nero · e7 cavallo del nero · f7 pedone del nero · g7 pedone del nero · h7 pedone del nero · a6 cavallo del bianco · b6 pedone del bianco · c6 pedone del nero · f6 cavallo del nero · h6 alfiere del nero · c5 pedone del bianco · d5 pedone del nero · d4 pedone del bianco · e4 pedone del nero · b3 torre del bianco · c3 alfiere del bianco · e3 pedone del bianco · g3 pedone del bianco · h3 pedone del bianco · a2 torre del bianco · c2 donna del bianco · f2 pedone del bianco · a1 re del bianco · f1 alfiere del bianco | a8 torre del nero · h8 re del nero · b7 torre del nero · d7 donna del nero · e7 cavallo del nero · f7 pedone del nero · g7 pedone del nero · h7 pedone del nero · a6 cavallo del bianco · b6 pedone del bianco · c6 pedone del nero · f6 cavallo del nero · h6 alfiere del nero · c5 pedone del bianco · d5 pedone del nero · d4 pedone del bianco · e4 pedone del nero · b3 torre del bianco · c3 alfiere del bianco · e3 pedone del bianco · g3 pedone del bianco · h3 pedone del bianco · a2 torre del bianco · c2 donna del bianco · f2 pedone del bianco · a1 re del bianco · f1 alfiere del bianco | a8 torre del nero · h8 re del nero · b7 torre del nero · d7 donna del nero · e7 cavallo del nero · f7 pedone del nero · g7 pedone del nero · h7 pedone del nero · a6 cavallo del bianco · b6 pedone del bianco · c6 pedone del nero · f6 cavallo del nero · h6 alfiere del nero · c5 pedone del bianco · d5 pedone del nero · d4 pedone del bianco · e4 pedone del nero · b3 torre del bianco · c3 alfiere del bianco · e3 pedone del bianco · g3 pedone del bianco · h3 pedone del bianco · a2 torre del bianco · c2 donna del bianco · f2 pedone del bianco · a1 re del bianco · f1 alfiere del bianco | a8 torre del nero · h8 re del nero · b7 torre del nero · d7 donna del nero · e7 cavallo del nero · f7 pedone del nero · g7 pedone del nero · h7 pedone del nero · a6 cavallo del bianco · b6 pedone del bianco · c6 pedone del nero · f6 cavallo del nero · h6 alfiere del nero · c5 pedone del bianco · d5 pedone del nero · d4 pedone del bianco · e4 pedone del nero · b3 torre del bianco · c3 alfiere del bianco · e3 pedone del bianco · g3 pedone del bianco · h3 pedone del bianco · a2 torre del bianco · c2 donna del bianco · f2 pedone del bianco · a1 re del bianco · f1 alfiere del bianco | a8 torre del nero · h8 re del nero · b7 torre del nero · d7 donna del nero · e7 cavallo del nero · f7 pedone del nero · g7 pedone del nero · h7 pedone del nero · a6 cavallo del bianco · b6 pedone del bianco · c6 pedone del nero · f6 cavallo del nero · h6 alfiere del nero · c5 pedone del bianco · d5 pedone del nero · d4 pedone del bianco · e4 pedone del nero · b3 torre del bianco · c3 alfiere del bianco · e3 pedone del bianco · g3 pedone del bianco · h3 pedone del bianco · a2 torre del bianco · c2 donna del bianco · f2 pedone del bianco · a1 re del bianco · f1 alfiere del bianco | a8 torre del nero · h8 re del nero · b7 torre del nero · d7 donna del nero · e7 cavallo del nero · f7 pedone del nero · g7 pedone del nero · h7 pedone del nero · a6 cavallo del bianco · b6 pedone del bianco · c6 pedone del nero · f6 cavallo del nero · h6 alfiere del nero · c5 pedone del bianco · d5 pedone del nero · d4 pedone del bianco · e4 pedone del nero · b3 torre del bianco · c3 alfiere del bianco · e3 pedone del bianco · g3 pedone del bianco · h3 pedone del bianco · a2 torre del bianco · c2 donna del bianco · f2 pedone del bianco · a1 re del bianco · f1 alfiere del bianco | a8 torre del nero · h8 re del nero · b7 torre del nero · d7 donna del nero · e7 cavallo del nero · f7 pedone del nero · g7 pedone del nero · h7 pedone del nero · a6 cavallo del bianco · b6 pedone del bianco · c6 pedone del nero · f6 cavallo del nero · h6 alfiere del nero · c5 pedone del bianco · d5 pedone del nero · d4 pedone del bianco · e4 pedone del nero · b3 torre del bianco · c3 alfiere del bianco · e3 pedone del bianco · g3 pedone del bianco · h3 pedone del bianco · a2 torre del bianco · c2 donna del bianco · f2 pedone del bianco · a1 re del bianco · f1 alfiere del bianco | a8 torre del nero · h8 re del nero · b7 torre del nero · d7 donna del nero · e7 cavallo del nero · f7 pedone del nero · g7 pedone del nero · h7 pedone del nero · a6 cavallo del bianco · b6 pedone del bianco · c6 pedone del nero · f6 cavallo del nero · h6 alfiere del nero · c5 pedone del bianco · d5 pedone del nero · d4 pedone del bianco · e4 pedone del nero · b3 torre del bianco · c3 alfiere del bianco · e3 pedone del bianco · g3 pedone del bianco · h3 pedone del bianco · a2 torre del bianco · c2 donna del bianco · f2 pedone del bianco · a1 re del bianco · f1 alfiere del bianco | 7 |
| 6 | a8 torre del nero · h8 re del nero · b7 torre del nero · d7 donna del nero · e7 cavallo del nero · f7 pedone del nero · g7 pedone del nero · h7 pedone del nero · a6 cavallo del bianco · b6 pedone del bianco · c6 pedone del nero · f6 cavallo del nero · h6 alfiere del nero · c5 pedone del bianco · d5 pedone del nero · d4 pedone del bianco · e4 pedone del nero · b3 torre del bianco · c3 alfiere del bianco · e3 pedone del bianco · g3 pedone del bianco · h3 pedone del bianco · a2 torre del bianco · c2 donna del bianco · f2 pedone del bianco · a1 re del bianco · f1 alfiere del bianco | a8 torre del nero · h8 re del nero · b7 torre del nero · d7 donna del nero · e7 cavallo del nero · f7 pedone del nero · g7 pedone del nero · h7 pedone del nero · a6 cavallo del bianco · b6 pedone del bianco · c6 pedone del nero · f6 cavallo del nero · h6 alfiere del nero · c5 pedone del bianco · d5 pedone del nero · d4 pedone del bianco · e4 pedone del nero · b3 torre del bianco · c3 alfiere del bianco · e3 pedone del bianco · g3 pedone del bianco · h3 pedone del bianco · a2 torre del bianco · c2 donna del bianco · f2 pedone del bianco · a1 re del bianco · f1 alfiere del bianco | a8 torre del nero · h8 re del nero · b7 torre del nero · d7 donna del nero · e7 cavallo del nero · f7 pedone del nero · g7 pedone del nero · h7 pedone del nero · a6 cavallo del bianco · b6 pedone del bianco · c6 pedone del nero · f6 cavallo del nero · h6 alfiere del nero · c5 pedone del bianco · d5 pedone del nero · d4 pedone del bianco · e4 pedone del nero · b3 torre del bianco · c3 alfiere del bianco · e3 pedone del bianco · g3 pedone del bianco · h3 pedone del bianco · a2 torre del bianco · c2 donna del bianco · f2 pedone del bianco · a1 re del bianco · f1 alfiere del bianco | a8 torre del nero · h8 re del nero · b7 torre del nero · d7 donna del nero · e7 cavallo del nero · f7 pedone del nero · g7 pedone del nero · h7 pedone del nero · a6 cavallo del bianco · b6 pedone del bianco · c6 pedone del nero · f6 cavallo del nero · h6 alfiere del nero · c5 pedone del bianco · d5 pedone del nero · d4 pedone del bianco · e4 pedone del nero · b3 torre del bianco · c3 alfiere del bianco · e3 pedone del bianco · g3 pedone del bianco · h3 pedone del bianco · a2 torre del bianco · c2 donna del bianco · f2 pedone del bianco · a1 re del bianco · f1 alfiere del bianco | a8 torre del nero · h8 re del nero · b7 torre del nero · d7 donna del nero · e7 cavallo del nero · f7 pedone del nero · g7 pedone del nero · h7 pedone del nero · a6 cavallo del bianco · b6 pedone del bianco · c6 pedone del nero · f6 cavallo del nero · h6 alfiere del nero · c5 pedone del bianco · d5 pedone del nero · d4 pedone del bianco · e4 pedone del nero · b3 torre del bianco · c3 alfiere del bianco · e3 pedone del bianco · g3 pedone del bianco · h3 pedone del bianco · a2 torre del bianco · c2 donna del bianco · f2 pedone del bianco · a1 re del bianco · f1 alfiere del bianco | a8 torre del nero · h8 re del nero · b7 torre del nero · d7 donna del nero · e7 cavallo del nero · f7 pedone del nero · g7 pedone del nero · h7 pedone del nero · a6 cavallo del bianco · b6 pedone del bianco · c6 pedone del nero · f6 cavallo del nero · h6 alfiere del nero · c5 pedone del bianco · d5 pedone del nero · d4 pedone del bianco · e4 pedone del nero · b3 torre del bianco · c3 alfiere del bianco · e3 pedone del bianco · g3 pedone del bianco · h3 pedone del bianco · a2 torre del bianco · c2 donna del bianco · f2 pedone del bianco · a1 re del bianco · f1 alfiere del bianco | a8 torre del nero · h8 re del nero · b7 torre del nero · d7 donna del nero · e7 cavallo del nero · f7 pedone del nero · g7 pedone del nero · h7 pedone del nero · a6 cavallo del bianco · b6 pedone del bianco · c6 pedone del nero · f6 cavallo del nero · h6 alfiere del nero · c5 pedone del bianco · d5 pedone del nero · d4 pedone del bianco · e4 pedone del nero · b3 torre del bianco · c3 alfiere del bianco · e3 pedone del bianco · g3 pedone del bianco · h3 pedone del bianco · a2 torre del bianco · c2 donna del bianco · f2 pedone del bianco · a1 re del bianco · f1 alfiere del bianco | a8 torre del nero · h8 re del nero · b7 torre del nero · d7 donna del nero · e7 cavallo del nero · f7 pedone del nero · g7 pedone del nero · h7 pedone del nero · a6 cavallo del bianco · b6 pedone del bianco · c6 pedone del nero · f6 cavallo del nero · h6 alfiere del nero · c5 pedone del bianco · d5 pedone del nero · d4 pedone del bianco · e4 pedone del nero · b3 torre del bianco · c3 alfiere del bianco · e3 pedone del bianco · g3 pedone del bianco · h3 pedone del bianco · a2 torre del bianco · c2 donna del bianco · f2 pedone del bianco · a1 re del bianco · f1 alfiere del bianco | 6 |
| 5 | a8 torre del nero · h8 re del nero · b7 torre del nero · d7 donna del nero · e7 cavallo del nero · f7 pedone del nero · g7 pedone del nero · h7 pedone del nero · a6 cavallo del bianco · b6 pedone del bianco · c6 pedone del nero · f6 cavallo del nero · h6 alfiere del nero · c5 pedone del bianco · d5 pedone del nero · d4 pedone del bianco · e4 pedone del nero · b3 torre del bianco · c3 alfiere del bianco · e3 pedone del bianco · g3 pedone del bianco · h3 pedone del bianco · a2 torre del bianco · c2 donna del bianco · f2 pedone del bianco · a1 re del bianco · f1 alfiere del bianco | a8 torre del nero · h8 re del nero · b7 torre del nero · d7 donna del nero · e7 cavallo del nero · f7 pedone del nero · g7 pedone del nero · h7 pedone del nero · a6 cavallo del bianco · b6 pedone del bianco · c6 pedone del nero · f6 cavallo del nero · h6 alfiere del nero · c5 pedone del bianco · d5 pedone del nero · d4 pedone del bianco · e4 pedone del nero · b3 torre del bianco · c3 alfiere del bianco · e3 pedone del bianco · g3 pedone del bianco · h3 pedone del bianco · a2 torre del bianco · c2 donna del bianco · f2 pedone del bianco · a1 re del bianco · f1 alfiere del bianco | a8 torre del nero · h8 re del nero · b7 torre del nero · d7 donna del nero · e7 cavallo del nero · f7 pedone del nero · g7 pedone del nero · h7 pedone del nero · a6 cavallo del bianco · b6 pedone del bianco · c6 pedone del nero · f6 cavallo del nero · h6 alfiere del nero · c5 pedone del bianco · d5 pedone del nero · d4 pedone del bianco · e4 pedone del nero · b3 torre del bianco · c3 alfiere del bianco · e3 pedone del bianco · g3 pedone del bianco · h3 pedone del bianco · a2 torre del bianco · c2 donna del bianco · f2 pedone del bianco · a1 re del bianco · f1 alfiere del bianco | a8 torre del nero · h8 re del nero · b7 torre del nero · d7 donna del nero · e7 cavallo del nero · f7 pedone del nero · g7 pedone del nero · h7 pedone del nero · a6 cavallo del bianco · b6 pedone del bianco · c6 pedone del nero · f6 cavallo del nero · h6 alfiere del nero · c5 pedone del bianco · d5 pedone del nero · d4 pedone del bianco · e4 pedone del nero · b3 torre del bianco · c3 alfiere del bianco · e3 pedone del bianco · g3 pedone del bianco · h3 pedone del bianco · a2 torre del bianco · c2 donna del bianco · f2 pedone del bianco · a1 re del bianco · f1 alfiere del bianco | a8 torre del nero · h8 re del nero · b7 torre del nero · d7 donna del nero · e7 cavallo del nero · f7 pedone del nero · g7 pedone del nero · h7 pedone del nero · a6 cavallo del bianco · b6 pedone del bianco · c6 pedone del nero · f6 cavallo del nero · h6 alfiere del nero · c5 pedone del bianco · d5 pedone del nero · d4 pedone del bianco · e4 pedone del nero · b3 torre del bianco · c3 alfiere del bianco · e3 pedone del bianco · g3 pedone del bianco · h3 pedone del bianco · a2 torre del bianco · c2 donna del bianco · f2 pedone del bianco · a1 re del bianco · f1 alfiere del bianco | a8 torre del nero · h8 re del nero · b7 torre del nero · d7 donna del nero · e7 cavallo del nero · f7 pedone del nero · g7 pedone del nero · h7 pedone del nero · a6 cavallo del bianco · b6 pedone del bianco · c6 pedone del nero · f6 cavallo del nero · h6 alfiere del nero · c5 pedone del bianco · d5 pedone del nero · d4 pedone del bianco · e4 pedone del nero · b3 torre del bianco · c3 alfiere del bianco · e3 pedone del bianco · g3 pedone del bianco · h3 pedone del bianco · a2 torre del bianco · c2 donna del bianco · f2 pedone del bianco · a1 re del bianco · f1 alfiere del bianco | a8 torre del nero · h8 re del nero · b7 torre del nero · d7 donna del nero · e7 cavallo del nero · f7 pedone del nero · g7 pedone del nero · h7 pedone del nero · a6 cavallo del bianco · b6 pedone del bianco · c6 pedone del nero · f6 cavallo del nero · h6 alfiere del nero · c5 pedone del bianco · d5 pedone del nero · d4 pedone del bianco · e4 pedone del nero · b3 torre del bianco · c3 alfiere del bianco · e3 pedone del bianco · g3 pedone del bianco · h3 pedone del bianco · a2 torre del bianco · c2 donna del bianco · f2 pedone del bianco · a1 re del bianco · f1 alfiere del bianco | a8 torre del nero · h8 re del nero · b7 torre del nero · d7 donna del nero · e7 cavallo del nero · f7 pedone del nero · g7 pedone del nero · h7 pedone del nero · a6 cavallo del bianco · b6 pedone del bianco · c6 pedone del nero · f6 cavallo del nero · h6 alfiere del nero · c5 pedone del bianco · d5 pedone del nero · d4 pedone del bianco · e4 pedone del nero · b3 torre del bianco · c3 alfiere del bianco · e3 pedone del bianco · g3 pedone del bianco · h3 pedone del bianco · a2 torre del bianco · c2 donna del bianco · f2 pedone del bianco · a1 re del bianco · f1 alfiere del bianco | 5 |
| 4 | a8 torre del nero · h8 re del nero · b7 torre del nero · d7 donna del nero · e7 cavallo del nero · f7 pedone del nero · g7 pedone del nero · h7 pedone del nero · a6 cavallo del bianco · b6 pedone del bianco · c6 pedone del nero · f6 cavallo del nero · h6 alfiere del nero · c5 pedone del bianco · d5 pedone del nero · d4 pedone del bianco · e4 pedone del nero · b3 torre del bianco · c3 alfiere del bianco · e3 pedone del bianco · g3 pedone del bianco · h3 pedone del bianco · a2 torre del bianco · c2 donna del bianco · f2 pedone del bianco · a1 re del bianco · f1 alfiere del bianco | a8 torre del nero · h8 re del nero · b7 torre del nero · d7 donna del nero · e7 cavallo del nero · f7 pedone del nero · g7 pedone del nero · h7 pedone del nero · a6 cavallo del bianco · b6 pedone del bianco · c6 pedone del nero · f6 cavallo del nero · h6 alfiere del nero · c5 pedone del bianco · d5 pedone del nero · d4 pedone del bianco · e4 pedone del nero · b3 torre del bianco · c3 alfiere del bianco · e3 pedone del bianco · g3 pedone del bianco · h3 pedone del bianco · a2 torre del bianco · c2 donna del bianco · f2 pedone del bianco · a1 re del bianco · f1 alfiere del bianco | a8 torre del nero · h8 re del nero · b7 torre del nero · d7 donna del nero · e7 cavallo del nero · f7 pedone del nero · g7 pedone del nero · h7 pedone del nero · a6 cavallo del bianco · b6 pedone del bianco · c6 pedone del nero · f6 cavallo del nero · h6 alfiere del nero · c5 pedone del bianco · d5 pedone del nero · d4 pedone del bianco · e4 pedone del nero · b3 torre del bianco · c3 alfiere del bianco · e3 pedone del bianco · g3 pedone del bianco · h3 pedone del bianco · a2 torre del bianco · c2 donna del bianco · f2 pedone del bianco · a1 re del bianco · f1 alfiere del bianco | a8 torre del nero · h8 re del nero · b7 torre del nero · d7 donna del nero · e7 cavallo del nero · f7 pedone del nero · g7 pedone del nero · h7 pedone del nero · a6 cavallo del bianco · b6 pedone del bianco · c6 pedone del nero · f6 cavallo del nero · h6 alfiere del nero · c5 pedone del bianco · d5 pedone del nero · d4 pedone del bianco · e4 pedone del nero · b3 torre del bianco · c3 alfiere del bianco · e3 pedone del bianco · g3 pedone del bianco · h3 pedone del bianco · a2 torre del bianco · c2 donna del bianco · f2 pedone del bianco · a1 re del bianco · f1 alfiere del bianco | a8 torre del nero · h8 re del nero · b7 torre del nero · d7 donna del nero · e7 cavallo del nero · f7 pedone del nero · g7 pedone del nero · h7 pedone del nero · a6 cavallo del bianco · b6 pedone del bianco · c6 pedone del nero · f6 cavallo del nero · h6 alfiere del nero · c5 pedone del bianco · d5 pedone del nero · d4 pedone del bianco · e4 pedone del nero · b3 torre del bianco · c3 alfiere del bianco · e3 pedone del bianco · g3 pedone del bianco · h3 pedone del bianco · a2 torre del bianco · c2 donna del bianco · f2 pedone del bianco · a1 re del bianco · f1 alfiere del bianco | a8 torre del nero · h8 re del nero · b7 torre del nero · d7 donna del nero · e7 cavallo del nero · f7 pedone del nero · g7 pedone del nero · h7 pedone del nero · a6 cavallo del bianco · b6 pedone del bianco · c6 pedone del nero · f6 cavallo del nero · h6 alfiere del nero · c5 pedone del bianco · d5 pedone del nero · d4 pedone del bianco · e4 pedone del nero · b3 torre del bianco · c3 alfiere del bianco · e3 pedone del bianco · g3 pedone del bianco · h3 pedone del bianco · a2 torre del bianco · c2 donna del bianco · f2 pedone del bianco · a1 re del bianco · f1 alfiere del bianco | a8 torre del nero · h8 re del nero · b7 torre del nero · d7 donna del nero · e7 cavallo del nero · f7 pedone del nero · g7 pedone del nero · h7 pedone del nero · a6 cavallo del bianco · b6 pedone del bianco · c6 pedone del nero · f6 cavallo del nero · h6 alfiere del nero · c5 pedone del bianco · d5 pedone del nero · d4 pedone del bianco · e4 pedone del nero · b3 torre del bianco · c3 alfiere del bianco · e3 pedone del bianco · g3 pedone del bianco · h3 pedone del bianco · a2 torre del bianco · c2 donna del bianco · f2 pedone del bianco · a1 re del bianco · f1 alfiere del bianco | a8 torre del nero · h8 re del nero · b7 torre del nero · d7 donna del nero · e7 cavallo del nero · f7 pedone del nero · g7 pedone del nero · h7 pedone del nero · a6 cavallo del bianco · b6 pedone del bianco · c6 pedone del nero · f6 cavallo del nero · h6 alfiere del nero · c5 pedone del bianco · d5 pedone del nero · d4 pedone del bianco · e4 pedone del nero · b3 torre del bianco · c3 alfiere del bianco · e3 pedone del bianco · g3 pedone del bianco · h3 pedone del bianco · a2 torre del bianco · c2 donna del bianco · f2 pedone del bianco · a1 re del bianco · f1 alfiere del bianco | 4 |
| 3 | a8 torre del nero · h8 re del nero · b7 torre del nero · d7 donna del nero · e7 cavallo del nero · f7 pedone del nero · g7 pedone del nero · h7 pedone del nero · a6 cavallo del bianco · b6 pedone del bianco · c6 pedone del nero · f6 cavallo del nero · h6 alfiere del nero · c5 pedone del bianco · d5 pedone del nero · d4 pedone del bianco · e4 pedone del nero · b3 torre del bianco · c3 alfiere del bianco · e3 pedone del bianco · g3 pedone del bianco · h3 pedone del bianco · a2 torre del bianco · c2 donna del bianco · f2 pedone del bianco · a1 re del bianco · f1 alfiere del bianco | a8 torre del nero · h8 re del nero · b7 torre del nero · d7 donna del nero · e7 cavallo del nero · f7 pedone del nero · g7 pedone del nero · h7 pedone del nero · a6 cavallo del bianco · b6 pedone del bianco · c6 pedone del nero · f6 cavallo del nero · h6 alfiere del nero · c5 pedone del bianco · d5 pedone del nero · d4 pedone del bianco · e4 pedone del nero · b3 torre del bianco · c3 alfiere del bianco · e3 pedone del bianco · g3 pedone del bianco · h3 pedone del bianco · a2 torre del bianco · c2 donna del bianco · f2 pedone del bianco · a1 re del bianco · f1 alfiere del bianco | a8 torre del nero · h8 re del nero · b7 torre del nero · d7 donna del nero · e7 cavallo del nero · f7 pedone del nero · g7 pedone del nero · h7 pedone del nero · a6 cavallo del bianco · b6 pedone del bianco · c6 pedone del nero · f6 cavallo del nero · h6 alfiere del nero · c5 pedone del bianco · d5 pedone del nero · d4 pedone del bianco · e4 pedone del nero · b3 torre del bianco · c3 alfiere del bianco · e3 pedone del bianco · g3 pedone del bianco · h3 pedone del bianco · a2 torre del bianco · c2 donna del bianco · f2 pedone del bianco · a1 re del bianco · f1 alfiere del bianco | a8 torre del nero · h8 re del nero · b7 torre del nero · d7 donna del nero · e7 cavallo del nero · f7 pedone del nero · g7 pedone del nero · h7 pedone del nero · a6 cavallo del bianco · b6 pedone del bianco · c6 pedone del nero · f6 cavallo del nero · h6 alfiere del nero · c5 pedone del bianco · d5 pedone del nero · d4 pedone del bianco · e4 pedone del nero · b3 torre del bianco · c3 alfiere del bianco · e3 pedone del bianco · g3 pedone del bianco · h3 pedone del bianco · a2 torre del bianco · c2 donna del bianco · f2 pedone del bianco · a1 re del bianco · f1 alfiere del bianco | a8 torre del nero · h8 re del nero · b7 torre del nero · d7 donna del nero · e7 cavallo del nero · f7 pedone del nero · g7 pedone del nero · h7 pedone del nero · a6 cavallo del bianco · b6 pedone del bianco · c6 pedone del nero · f6 cavallo del nero · h6 alfiere del nero · c5 pedone del bianco · d5 pedone del nero · d4 pedone del bianco · e4 pedone del nero · b3 torre del bianco · c3 alfiere del bianco · e3 pedone del bianco · g3 pedone del bianco · h3 pedone del bianco · a2 torre del bianco · c2 donna del bianco · f2 pedone del bianco · a1 re del bianco · f1 alfiere del bianco | a8 torre del nero · h8 re del nero · b7 torre del nero · d7 donna del nero · e7 cavallo del nero · f7 pedone del nero · g7 pedone del nero · h7 pedone del nero · a6 cavallo del bianco · b6 pedone del bianco · c6 pedone del nero · f6 cavallo del nero · h6 alfiere del nero · c5 pedone del bianco · d5 pedone del nero · d4 pedone del bianco · e4 pedone del nero · b3 torre del bianco · c3 alfiere del bianco · e3 pedone del bianco · g3 pedone del bianco · h3 pedone del bianco · a2 torre del bianco · c2 donna del bianco · f2 pedone del bianco · a1 re del bianco · f1 alfiere del bianco | a8 torre del nero · h8 re del nero · b7 torre del nero · d7 donna del nero · e7 cavallo del nero · f7 pedone del nero · g7 pedone del nero · h7 pedone del nero · a6 cavallo del bianco · b6 pedone del bianco · c6 pedone del nero · f6 cavallo del nero · h6 alfiere del nero · c5 pedone del bianco · d5 pedone del nero · d4 pedone del bianco · e4 pedone del nero · b3 torre del bianco · c3 alfiere del bianco · e3 pedone del bianco · g3 pedone del bianco · h3 pedone del bianco · a2 torre del bianco · c2 donna del bianco · f2 pedone del bianco · a1 re del bianco · f1 alfiere del bianco | a8 torre del nero · h8 re del nero · b7 torre del nero · d7 donna del nero · e7 cavallo del nero · f7 pedone del nero · g7 pedone del nero · h7 pedone del nero · a6 cavallo del bianco · b6 pedone del bianco · c6 pedone del nero · f6 cavallo del nero · h6 alfiere del nero · c5 pedone del bianco · d5 pedone del nero · d4 pedone del bianco · e4 pedone del nero · b3 torre del bianco · c3 alfiere del bianco · e3 pedone del bianco · g3 pedone del bianco · h3 pedone del bianco · a2 torre del bianco · c2 donna del bianco · f2 pedone del bianco · a1 re del bianco · f1 alfiere del bianco | 3 |
| 2 | a8 torre del nero · h8 re del nero · b7 torre del nero · d7 donna del nero · e7 cavallo del nero · f7 pedone del nero · g7 pedone del nero · h7 pedone del nero · a6 cavallo del bianco · b6 pedone del bianco · c6 pedone del nero · f6 cavallo del nero · h6 alfiere del nero · c5 pedone del bianco · d5 pedone del nero · d4 pedone del bianco · e4 pedone del nero · b3 torre del bianco · c3 alfiere del bianco · e3 pedone del bianco · g3 pedone del bianco · h3 pedone del bianco · a2 torre del bianco · c2 donna del bianco · f2 pedone del bianco · a1 re del bianco · f1 alfiere del bianco | a8 torre del nero · h8 re del nero · b7 torre del nero · d7 donna del nero · e7 cavallo del nero · f7 pedone del nero · g7 pedone del nero · h7 pedone del nero · a6 cavallo del bianco · b6 pedone del bianco · c6 pedone del nero · f6 cavallo del nero · h6 alfiere del nero · c5 pedone del bianco · d5 pedone del nero · d4 pedone del bianco · e4 pedone del nero · b3 torre del bianco · c3 alfiere del bianco · e3 pedone del bianco · g3 pedone del bianco · h3 pedone del bianco · a2 torre del bianco · c2 donna del bianco · f2 pedone del bianco · a1 re del bianco · f1 alfiere del bianco | a8 torre del nero · h8 re del nero · b7 torre del nero · d7 donna del nero · e7 cavallo del nero · f7 pedone del nero · g7 pedone del nero · h7 pedone del nero · a6 cavallo del bianco · b6 pedone del bianco · c6 pedone del nero · f6 cavallo del nero · h6 alfiere del nero · c5 pedone del bianco · d5 pedone del nero · d4 pedone del bianco · e4 pedone del nero · b3 torre del bianco · c3 alfiere del bianco · e3 pedone del bianco · g3 pedone del bianco · h3 pedone del bianco · a2 torre del bianco · c2 donna del bianco · f2 pedone del bianco · a1 re del bianco · f1 alfiere del bianco | a8 torre del nero · h8 re del nero · b7 torre del nero · d7 donna del nero · e7 cavallo del nero · f7 pedone del nero · g7 pedone del nero · h7 pedone del nero · a6 cavallo del bianco · b6 pedone del bianco · c6 pedone del nero · f6 cavallo del nero · h6 alfiere del nero · c5 pedone del bianco · d5 pedone del nero · d4 pedone del bianco · e4 pedone del nero · b3 torre del bianco · c3 alfiere del bianco · e3 pedone del bianco · g3 pedone del bianco · h3 pedone del bianco · a2 torre del bianco · c2 donna del bianco · f2 pedone del bianco · a1 re del bianco · f1 alfiere del bianco | a8 torre del nero · h8 re del nero · b7 torre del nero · d7 donna del nero · e7 cavallo del nero · f7 pedone del nero · g7 pedone del nero · h7 pedone del nero · a6 cavallo del bianco · b6 pedone del bianco · c6 pedone del nero · f6 cavallo del nero · h6 alfiere del nero · c5 pedone del bianco · d5 pedone del nero · d4 pedone del bianco · e4 pedone del nero · b3 torre del bianco · c3 alfiere del bianco · e3 pedone del bianco · g3 pedone del bianco · h3 pedone del bianco · a2 torre del bianco · c2 donna del bianco · f2 pedone del bianco · a1 re del bianco · f1 alfiere del bianco | a8 torre del nero · h8 re del nero · b7 torre del nero · d7 donna del nero · e7 cavallo del nero · f7 pedone del nero · g7 pedone del nero · h7 pedone del nero · a6 cavallo del bianco · b6 pedone del bianco · c6 pedone del nero · f6 cavallo del nero · h6 alfiere del nero · c5 pedone del bianco · d5 pedone del nero · d4 pedone del bianco · e4 pedone del nero · b3 torre del bianco · c3 alfiere del bianco · e3 pedone del bianco · g3 pedone del bianco · h3 pedone del bianco · a2 torre del bianco · c2 donna del bianco · f2 pedone del bianco · a1 re del bianco · f1 alfiere del bianco | a8 torre del nero · h8 re del nero · b7 torre del nero · d7 donna del nero · e7 cavallo del nero · f7 pedone del nero · g7 pedone del nero · h7 pedone del nero · a6 cavallo del bianco · b6 pedone del bianco · c6 pedone del nero · f6 cavallo del nero · h6 alfiere del nero · c5 pedone del bianco · d5 pedone del nero · d4 pedone del bianco · e4 pedone del nero · b3 torre del bianco · c3 alfiere del bianco · e3 pedone del bianco · g3 pedone del bianco · h3 pedone del bianco · a2 torre del bianco · c2 donna del bianco · f2 pedone del bianco · a1 re del bianco · f1 alfiere del bianco | a8 torre del nero · h8 re del nero · b7 torre del nero · d7 donna del nero · e7 cavallo del nero · f7 pedone del nero · g7 pedone del nero · h7 pedone del nero · a6 cavallo del bianco · b6 pedone del bianco · c6 pedone del nero · f6 cavallo del nero · h6 alfiere del nero · c5 pedone del bianco · d5 pedone del nero · d4 pedone del bianco · e4 pedone del nero · b3 torre del bianco · c3 alfiere del bianco · e3 pedone del bianco · g3 pedone del bianco · h3 pedone del bianco · a2 torre del bianco · c2 donna del bianco · f2 pedone del bianco · a1 re del bianco · f1 alfiere del bianco | 2 |
| 1 | a8 torre del nero · h8 re del nero · b7 torre del nero · d7 donna del nero · e7 cavallo del nero · f7 pedone del nero · g7 pedone del nero · h7 pedone del nero · a6 cavallo del bianco · b6 pedone del bianco · c6 pedone del nero · f6 cavallo del nero · h6 alfiere del nero · c5 pedone del bianco · d5 pedone del nero · d4 pedone del bianco · e4 pedone del nero · b3 torre del bianco · c3 alfiere del bianco · e3 pedone del bianco · g3 pedone del bianco · h3 pedone del bianco · a2 torre del bianco · c2 donna del bianco · f2 pedone del bianco · a1 re del bianco · f1 alfiere del bianco | a8 torre del nero · h8 re del nero · b7 torre del nero · d7 donna del nero · e7 cavallo del nero · f7 pedone del nero · g7 pedone del nero · h7 pedone del nero · a6 cavallo del bianco · b6 pedone del bianco · c6 pedone del nero · f6 cavallo del nero · h6 alfiere del nero · c5 pedone del bianco · d5 pedone del nero · d4 pedone del bianco · e4 pedone del nero · b3 torre del bianco · c3 alfiere del bianco · e3 pedone del bianco · g3 pedone del bianco · h3 pedone del bianco · a2 torre del bianco · c2 donna del bianco · f2 pedone del bianco · a1 re del bianco · f1 alfiere del bianco | a8 torre del nero · h8 re del nero · b7 torre del nero · d7 donna del nero · e7 cavallo del nero · f7 pedone del nero · g7 pedone del nero · h7 pedone del nero · a6 cavallo del bianco · b6 pedone del bianco · c6 pedone del nero · f6 cavallo del nero · h6 alfiere del nero · c5 pedone del bianco · d5 pedone del nero · d4 pedone del bianco · e4 pedone del nero · b3 torre del bianco · c3 alfiere del bianco · e3 pedone del bianco · g3 pedone del bianco · h3 pedone del bianco · a2 torre del bianco · c2 donna del bianco · f2 pedone del bianco · a1 re del bianco · f1 alfiere del bianco | a8 torre del nero · h8 re del nero · b7 torre del nero · d7 donna del nero · e7 cavallo del nero · f7 pedone del nero · g7 pedone del nero · h7 pedone del nero · a6 cavallo del bianco · b6 pedone del bianco · c6 pedone del nero · f6 cavallo del nero · h6 alfiere del nero · c5 pedone del bianco · d5 pedone del nero · d4 pedone del bianco · e4 pedone del nero · b3 torre del bianco · c3 alfiere del bianco · e3 pedone del bianco · g3 pedone del bianco · h3 pedone del bianco · a2 torre del bianco · c2 donna del bianco · f2 pedone del bianco · a1 re del bianco · f1 alfiere del bianco | a8 torre del nero · h8 re del nero · b7 torre del nero · d7 donna del nero · e7 cavallo del nero · f7 pedone del nero · g7 pedone del nero · h7 pedone del nero · a6 cavallo del bianco · b6 pedone del bianco · c6 pedone del nero · f6 cavallo del nero · h6 alfiere del nero · c5 pedone del bianco · d5 pedone del nero · d4 pedone del bianco · e4 pedone del nero · b3 torre del bianco · c3 alfiere del bianco · e3 pedone del bianco · g3 pedone del bianco · h3 pedone del bianco · a2 torre del bianco · c2 donna del bianco · f2 pedone del bianco · a1 re del bianco · f1 alfiere del bianco | a8 torre del nero · h8 re del nero · b7 torre del nero · d7 donna del nero · e7 cavallo del nero · f7 pedone del nero · g7 pedone del nero · h7 pedone del nero · a6 cavallo del bianco · b6 pedone del bianco · c6 pedone del nero · f6 cavallo del nero · h6 alfiere del nero · c5 pedone del bianco · d5 pedone del nero · d4 pedone del bianco · e4 pedone del nero · b3 torre del bianco · c3 alfiere del bianco · e3 pedone del bianco · g3 pedone del bianco · h3 pedone del bianco · a2 torre del bianco · c2 donna del bianco · f2 pedone del bianco · a1 re del bianco · f1 alfiere del bianco | a8 torre del nero · h8 re del nero · b7 torre del nero · d7 donna del nero · e7 cavallo del nero · f7 pedone del nero · g7 pedone del nero · h7 pedone del nero · a6 cavallo del bianco · b6 pedone del bianco · c6 pedone del nero · f6 cavallo del nero · h6 alfiere del nero · c5 pedone del bianco · d5 pedone del nero · d4 pedone del bianco · e4 pedone del nero · b3 torre del bianco · c3 alfiere del bianco · e3 pedone del bianco · g3 pedone del bianco · h3 pedone del bianco · a2 torre del bianco · c2 donna del bianco · f2 pedone del bianco · a1 re del bianco · f1 alfiere del bianco | a8 torre del nero · h8 re del nero · b7 torre del nero · d7 donna del nero · e7 cavallo del nero · f7 pedone del nero · g7 pedone del nero · h7 pedone del nero · a6 cavallo del bianco · b6 pedone del bianco · c6 pedone del nero · f6 cavallo del nero · h6 alfiere del nero · c5 pedone del bianco · d5 pedone del nero · d4 pedone del bianco · e4 pedone del nero · b3 torre del bianco · c3 alfiere del bianco · e3 pedone del bianco · g3 pedone del bianco · h3 pedone del bianco · a2 torre del bianco · c2 donna del bianco · f2 pedone del bianco · a1 re del bianco · f1 alfiere del bianco | 1 |
|   | a | b | c | d | e | f | g | h |   |

Apertura: Gambetto di donna rifiutato semi-Slava: Merano accelerata (variante Alekhine)
ECO: D45
Anche la terza partita si apre con la semislava, ma Fritz si allontana presto dalla linea della partita 1 con 6.c5, che conduce ad una sorta di posizione chiusa, che si ritiene sia generalmente giocata male dai computer. La partita è simile ad una fra Samuel Reshevsky e Paul Keres nel loro Campionato mondiale del 1948, fino a quando Kasparov, alla mossa 12, varia (il Nero ha vinto infine quella la partita, mentre il Bianco sembrava essere in vantaggio dopo l'apertura). Kasparov ottiene un pedone di vantaggio, portando il gioco verso una posizione chiusa che sembra non venire bene capita da Fritz, il quale muove i pezzi avanti e indietro apparentemente senza un piano. Kasparov spinge il suo pedone in più (colonna a) e irrompe sull'ala di Donna. Il computer non mostra assolutamente controgioco e Kasparov accenna a forzare la promozione del pedone in b, così gli operatori di Fritz si arrendono alla mossa 45, riportando il match in parità per 1,5-1,5.
1. Cf3 Cf6 2. c4 e6 3. Cc3 d5 4. d4 c6 5. e3 a6 6. c5 Cbd7 7. b4 a5 8. b5 e5 9. Da4 Dc7 10. Aa3 e4 11. Cd2 Ae7 12. b6 Dd8 13. h3 O–O 14. Cb3 Ad6 15. Tb1 Ae7 16. Cxa5 Cb8 17. Ab4 Dd7 18. Tb2 De6 19. Dd1 Nfd7 20. a3 Qh6 21. Nb3 Bh4 22. Qd2 Nf6 23. Kd1 Be6 24. Kc1 Rd8 25. Rc2 Nbd7 26. Kb2 Nf8 27. a4 Ng6 28. a5 Ce7 29. a6 bxa6 30. Ca5 Tdb8 31. g3 Ag5 32. Ag2 Dg6 33. Ra1 Rh8 34. Ca2 Ad7 35. Ac3 Ce8 36. Cb4 Rg8 37. Tb1 Ac8 38. Ta2 Ah6 39. Af1 De6 40. Dd1 Cf6 41. Da4 Ab7 42. Cxb7 Txb7 43. Cxa6 Dd7 44. Dc2 Rh8 45. Tb3 1–0

### Partita 4: 18 novembre 2003, Fritz–Kasparov ½–½
|   | a | b | c | d | e | f | g | h |   |
| 8 | d8 donna del bianco · g7 pedone del nero · h7 re del nero · h6 pedone del nero · a2 torre del nero · f2 donna del nero · g2 pedone del bianco · h2 pedone del bianco · d1 torre del bianco · h1 re del bianco | d8 donna del bianco · g7 pedone del nero · h7 re del nero · h6 pedone del nero · a2 torre del nero · f2 donna del nero · g2 pedone del bianco · h2 pedone del bianco · d1 torre del bianco · h1 re del bianco | d8 donna del bianco · g7 pedone del nero · h7 re del nero · h6 pedone del nero · a2 torre del nero · f2 donna del nero · g2 pedone del bianco · h2 pedone del bianco · d1 torre del bianco · h1 re del bianco | d8 donna del bianco · g7 pedone del nero · h7 re del nero · h6 pedone del nero · a2 torre del nero · f2 donna del nero · g2 pedone del bianco · h2 pedone del bianco · d1 torre del bianco · h1 re del bianco | d8 donna del bianco · g7 pedone del nero · h7 re del nero · h6 pedone del nero · a2 torre del nero · f2 donna del nero · g2 pedone del bianco · h2 pedone del bianco · d1 torre del bianco · h1 re del bianco | d8 donna del bianco · g7 pedone del nero · h7 re del nero · h6 pedone del nero · a2 torre del nero · f2 donna del nero · g2 pedone del bianco · h2 pedone del bianco · d1 torre del bianco · h1 re del bianco | d8 donna del bianco · g7 pedone del nero · h7 re del nero · h6 pedone del nero · a2 torre del nero · f2 donna del nero · g2 pedone del bianco · h2 pedone del bianco · d1 torre del bianco · h1 re del bianco | d8 donna del bianco · g7 pedone del nero · h7 re del nero · h6 pedone del nero · a2 torre del nero · f2 donna del nero · g2 pedone del bianco · h2 pedone del bianco · d1 torre del bianco · h1 re del bianco | 8 |
| 7 | d8 donna del bianco · g7 pedone del nero · h7 re del nero · h6 pedone del nero · a2 torre del nero · f2 donna del nero · g2 pedone del bianco · h2 pedone del bianco · d1 torre del bianco · h1 re del bianco | d8 donna del bianco · g7 pedone del nero · h7 re del nero · h6 pedone del nero · a2 torre del nero · f2 donna del nero · g2 pedone del bianco · h2 pedone del bianco · d1 torre del bianco · h1 re del bianco | d8 donna del bianco · g7 pedone del nero · h7 re del nero · h6 pedone del nero · a2 torre del nero · f2 donna del nero · g2 pedone del bianco · h2 pedone del bianco · d1 torre del bianco · h1 re del bianco | d8 donna del bianco · g7 pedone del nero · h7 re del nero · h6 pedone del nero · a2 torre del nero · f2 donna del nero · g2 pedone del bianco · h2 pedone del bianco · d1 torre del bianco · h1 re del bianco | d8 donna del bianco · g7 pedone del nero · h7 re del nero · h6 pedone del nero · a2 torre del nero · f2 donna del nero · g2 pedone del bianco · h2 pedone del bianco · d1 torre del bianco · h1 re del bianco | d8 donna del bianco · g7 pedone del nero · h7 re del nero · h6 pedone del nero · a2 torre del nero · f2 donna del nero · g2 pedone del bianco · h2 pedone del bianco · d1 torre del bianco · h1 re del bianco | d8 donna del bianco · g7 pedone del nero · h7 re del nero · h6 pedone del nero · a2 torre del nero · f2 donna del nero · g2 pedone del bianco · h2 pedone del bianco · d1 torre del bianco · h1 re del bianco | d8 donna del bianco · g7 pedone del nero · h7 re del nero · h6 pedone del nero · a2 torre del nero · f2 donna del nero · g2 pedone del bianco · h2 pedone del bianco · d1 torre del bianco · h1 re del bianco | 7 |
| 6 | d8 donna del bianco · g7 pedone del nero · h7 re del nero · h6 pedone del nero · a2 torre del nero · f2 donna del nero · g2 pedone del bianco · h2 pedone del bianco · d1 torre del bianco · h1 re del bianco | d8 donna del bianco · g7 pedone del nero · h7 re del nero · h6 pedone del nero · a2 torre del nero · f2 donna del nero · g2 pedone del bianco · h2 pedone del bianco · d1 torre del bianco · h1 re del bianco | d8 donna del bianco · g7 pedone del nero · h7 re del nero · h6 pedone del nero · a2 torre del nero · f2 donna del nero · g2 pedone del bianco · h2 pedone del bianco · d1 torre del bianco · h1 re del bianco | d8 donna del bianco · g7 pedone del nero · h7 re del nero · h6 pedone del nero · a2 torre del nero · f2 donna del nero · g2 pedone del bianco · h2 pedone del bianco · d1 torre del bianco · h1 re del bianco | d8 donna del bianco · g7 pedone del nero · h7 re del nero · h6 pedone del nero · a2 torre del nero · f2 donna del nero · g2 pedone del bianco · h2 pedone del bianco · d1 torre del bianco · h1 re del bianco | d8 donna del bianco · g7 pedone del nero · h7 re del nero · h6 pedone del nero · a2 torre del nero · f2 donna del nero · g2 pedone del bianco · h2 pedone del bianco · d1 torre del bianco · h1 re del bianco | d8 donna del bianco · g7 pedone del nero · h7 re del nero · h6 pedone del nero · a2 torre del nero · f2 donna del nero · g2 pedone del bianco · h2 pedone del bianco · d1 torre del bianco · h1 re del bianco | d8 donna del bianco · g7 pedone del nero · h7 re del nero · h6 pedone del nero · a2 torre del nero · f2 donna del nero · g2 pedone del bianco · h2 pedone del bianco · d1 torre del bianco · h1 re del bianco | 6 |
| 5 | d8 donna del bianco · g7 pedone del nero · h7 re del nero · h6 pedone del nero · a2 torre del nero · f2 donna del nero · g2 pedone del bianco · h2 pedone del bianco · d1 torre del bianco · h1 re del bianco | d8 donna del bianco · g7 pedone del nero · h7 re del nero · h6 pedone del nero · a2 torre del nero · f2 donna del nero · g2 pedone del bianco · h2 pedone del bianco · d1 torre del bianco · h1 re del bianco | d8 donna del bianco · g7 pedone del nero · h7 re del nero · h6 pedone del nero · a2 torre del nero · f2 donna del nero · g2 pedone del bianco · h2 pedone del bianco · d1 torre del bianco · h1 re del bianco | d8 donna del bianco · g7 pedone del nero · h7 re del nero · h6 pedone del nero · a2 torre del nero · f2 donna del nero · g2 pedone del bianco · h2 pedone del bianco · d1 torre del bianco · h1 re del bianco | d8 donna del bianco · g7 pedone del nero · h7 re del nero · h6 pedone del nero · a2 torre del nero · f2 donna del nero · g2 pedone del bianco · h2 pedone del bianco · d1 torre del bianco · h1 re del bianco | d8 donna del bianco · g7 pedone del nero · h7 re del nero · h6 pedone del nero · a2 torre del nero · f2 donna del nero · g2 pedone del bianco · h2 pedone del bianco · d1 torre del bianco · h1 re del bianco | d8 donna del bianco · g7 pedone del nero · h7 re del nero · h6 pedone del nero · a2 torre del nero · f2 donna del nero · g2 pedone del bianco · h2 pedone del bianco · d1 torre del bianco · h1 re del bianco | d8 donna del bianco · g7 pedone del nero · h7 re del nero · h6 pedone del nero · a2 torre del nero · f2 donna del nero · g2 pedone del bianco · h2 pedone del bianco · d1 torre del bianco · h1 re del bianco | 5 |
| 4 | d8 donna del bianco · g7 pedone del nero · h7 re del nero · h6 pedone del nero · a2 torre del nero · f2 donna del nero · g2 pedone del bianco · h2 pedone del bianco · d1 torre del bianco · h1 re del bianco | d8 donna del bianco · g7 pedone del nero · h7 re del nero · h6 pedone del nero · a2 torre del nero · f2 donna del nero · g2 pedone del bianco · h2 pedone del bianco · d1 torre del bianco · h1 re del bianco | d8 donna del bianco · g7 pedone del nero · h7 re del nero · h6 pedone del nero · a2 torre del nero · f2 donna del nero · g2 pedone del bianco · h2 pedone del bianco · d1 torre del bianco · h1 re del bianco | d8 donna del bianco · g7 pedone del nero · h7 re del nero · h6 pedone del nero · a2 torre del nero · f2 donna del nero · g2 pedone del bianco · h2 pedone del bianco · d1 torre del bianco · h1 re del bianco | d8 donna del bianco · g7 pedone del nero · h7 re del nero · h6 pedone del nero · a2 torre del nero · f2 donna del nero · g2 pedone del bianco · h2 pedone del bianco · d1 torre del bianco · h1 re del bianco | d8 donna del bianco · g7 pedone del nero · h7 re del nero · h6 pedone del nero · a2 torre del nero · f2 donna del nero · g2 pedone del bianco · h2 pedone del bianco · d1 torre del bianco · h1 re del bianco | d8 donna del bianco · g7 pedone del nero · h7 re del nero · h6 pedone del nero · a2 torre del nero · f2 donna del nero · g2 pedone del bianco · h2 pedone del bianco · d1 torre del bianco · h1 re del bianco | d8 donna del bianco · g7 pedone del nero · h7 re del nero · h6 pedone del nero · a2 torre del nero · f2 donna del nero · g2 pedone del bianco · h2 pedone del bianco · d1 torre del bianco · h1 re del bianco | 4 |
| 3 | d8 donna del bianco · g7 pedone del nero · h7 re del nero · h6 pedone del nero · a2 torre del nero · f2 donna del nero · g2 pedone del bianco · h2 pedone del bianco · d1 torre del bianco · h1 re del bianco | d8 donna del bianco · g7 pedone del nero · h7 re del nero · h6 pedone del nero · a2 torre del nero · f2 donna del nero · g2 pedone del bianco · h2 pedone del bianco · d1 torre del bianco · h1 re del bianco | d8 donna del bianco · g7 pedone del nero · h7 re del nero · h6 pedone del nero · a2 torre del nero · f2 donna del nero · g2 pedone del bianco · h2 pedone del bianco · d1 torre del bianco · h1 re del bianco | d8 donna del bianco · g7 pedone del nero · h7 re del nero · h6 pedone del nero · a2 torre del nero · f2 donna del nero · g2 pedone del bianco · h2 pedone del bianco · d1 torre del bianco · h1 re del bianco | d8 donna del bianco · g7 pedone del nero · h7 re del nero · h6 pedone del nero · a2 torre del nero · f2 donna del nero · g2 pedone del bianco · h2 pedone del bianco · d1 torre del bianco · h1 re del bianco | d8 donna del bianco · g7 pedone del nero · h7 re del nero · h6 pedone del nero · a2 torre del nero · f2 donna del nero · g2 pedone del bianco · h2 pedone del bianco · d1 torre del bianco · h1 re del bianco | d8 donna del bianco · g7 pedone del nero · h7 re del nero · h6 pedone del nero · a2 torre del nero · f2 donna del nero · g2 pedone del bianco · h2 pedone del bianco · d1 torre del bianco · h1 re del bianco | d8 donna del bianco · g7 pedone del nero · h7 re del nero · h6 pedone del nero · a2 torre del nero · f2 donna del nero · g2 pedone del bianco · h2 pedone del bianco · d1 torre del bianco · h1 re del bianco | 3 |
| 2 | d8 donna del bianco · g7 pedone del nero · h7 re del nero · h6 pedone del nero · a2 torre del nero · f2 donna del nero · g2 pedone del bianco · h2 pedone del bianco · d1 torre del bianco · h1 re del bianco | d8 donna del bianco · g7 pedone del nero · h7 re del nero · h6 pedone del nero · a2 torre del nero · f2 donna del nero · g2 pedone del bianco · h2 pedone del bianco · d1 torre del bianco · h1 re del bianco | d8 donna del bianco · g7 pedone del nero · h7 re del nero · h6 pedone del nero · a2 torre del nero · f2 donna del nero · g2 pedone del bianco · h2 pedone del bianco · d1 torre del bianco · h1 re del bianco | d8 donna del bianco · g7 pedone del nero · h7 re del nero · h6 pedone del nero · a2 torre del nero · f2 donna del nero · g2 pedone del bianco · h2 pedone del bianco · d1 torre del bianco · h1 re del bianco | d8 donna del bianco · g7 pedone del nero · h7 re del nero · h6 pedone del nero · a2 torre del nero · f2 donna del nero · g2 pedone del bianco · h2 pedone del bianco · d1 torre del bianco · h1 re del bianco | d8 donna del bianco · g7 pedone del nero · h7 re del nero · h6 pedone del nero · a2 torre del nero · f2 donna del nero · g2 pedone del bianco · h2 pedone del bianco · d1 torre del bianco · h1 re del bianco | d8 donna del bianco · g7 pedone del nero · h7 re del nero · h6 pedone del nero · a2 torre del nero · f2 donna del nero · g2 pedone del bianco · h2 pedone del bianco · d1 torre del bianco · h1 re del bianco | d8 donna del bianco · g7 pedone del nero · h7 re del nero · h6 pedone del nero · a2 torre del nero · f2 donna del nero · g2 pedone del bianco · h2 pedone del bianco · d1 torre del bianco · h1 re del bianco | 2 |
| 1 | d8 donna del bianco · g7 pedone del nero · h7 re del nero · h6 pedone del nero · a2 torre del nero · f2 donna del nero · g2 pedone del bianco · h2 pedone del bianco · d1 torre del bianco · h1 re del bianco | d8 donna del bianco · g7 pedone del nero · h7 re del nero · h6 pedone del nero · a2 torre del nero · f2 donna del nero · g2 pedone del bianco · h2 pedone del bianco · d1 torre del bianco · h1 re del bianco | d8 donna del bianco · g7 pedone del nero · h7 re del nero · h6 pedone del nero · a2 torre del nero · f2 donna del nero · g2 pedone del bianco · h2 pedone del bianco · d1 torre del bianco · h1 re del bianco | d8 donna del bianco · g7 pedone del nero · h7 re del nero · h6 pedone del nero · a2 torre del nero · f2 donna del nero · g2 pedone del bianco · h2 pedone del bianco · d1 torre del bianco · h1 re del bianco | d8 donna del bianco · g7 pedone del nero · h7 re del nero · h6 pedone del nero · a2 torre del nero · f2 donna del nero · g2 pedone del bianco · h2 pedone del bianco · d1 torre del bianco · h1 re del bianco | d8 donna del bianco · g7 pedone del nero · h7 re del nero · h6 pedone del nero · a2 torre del nero · f2 donna del nero · g2 pedone del bianco · h2 pedone del bianco · d1 torre del bianco · h1 re del bianco | d8 donna del bianco · g7 pedone del nero · h7 re del nero · h6 pedone del nero · a2 torre del nero · f2 donna del nero · g2 pedone del bianco · h2 pedone del bianco · d1 torre del bianco · h1 re del bianco | d8 donna del bianco · g7 pedone del nero · h7 re del nero · h6 pedone del nero · a2 torre del nero · f2 donna del nero · g2 pedone del bianco · h2 pedone del bianco · d1 torre del bianco · h1 re del bianco | 1 |
|   | a | b | c | d | e | f | g | h |   |

Apertura: Gambetto di donna accettato: classica, 6...a6
ECO: D27
Fritz, nuovamente con i pezzi bianchi, si distacca subito dalla partita 2 con 1.d4. Si continua con il gambetto di donna accettato, e per un certo tempo Kasparov segue la linea di una partita di gioco rapido che aveva vinto contro Kramnik nel 2001. Mentre in quella partita aveva cambiato la donna per torre, alfiere e pedone, (con 13...Cxd5 14.Tad1 Cxf4 15.Txd8 Txd8), qui gioca in maniera più conservativa, scambiando rapidamente i pezzi ed arrivando presto alla patta. Il match si conclude così alla pari, per 2-2.
1. d4 d5 2. c4 dxc4 3. Cf3 e6 4. e3 a6 5. Axc4 c5 6. O–O Cf6 7. Ab3 cxd4 8. exd4 Cc6 9. Cc3 Ae7 10. Te1 O–O 11. Af4 Ca5 12. d5 Cxb3 13. Dxb3 exd5 14. Tad1 Ae6 15. Dxb7 Ad6 16. Ag5 Tb8 17. Dxa6 Txb2 18. Axf6 Dxf6 19. Dxd6 Dxc3 20. Cd4 Txa2 21. Cxe6 fxe6 22. Dxe6+ Rh8 23. Tf1 Dc5 24. Dxd5 Tfxf2 25. Txf2 Dxf2+ 26. Rh1 h6 27. Dd8+ Rh7 ½–½